# Hansastraße (Berlin)
Die Hansastraße ist eine von der Indira-Gandhi-Straße zu dem in den 1980er Jahren errichteten Neubauviertel Hohenschönhausen führende Straße. Sie verläuft in den Ortsteilen Alt-Hohenschönhausen und Weißensee. Die Straße entstand aus mehreren zu verschiedenen Zeiten angelegten oder projektierten Teilen. Im Jahr 1988 erhielt der zusammengefasste Verkehrszug seinen Namen nach der norddeutschen Kaufmannsvereinigung.

## Namensherkunft
Die Deutsche Hanse hat sich im 12. Jahrhundert aus den Gemeinschaften der Ost- und Nordseehändler entwickelt. Sie spielte eine wichtige Rolle beim Handel an der Ostsee. In der DDR-Zeit lag das Ostseeufer im Bezirk Rostock. Zur Erfüllung des Wohnungsbauprogramms und besonders der daraus abgeleiteten „Entwicklung der Hauptstadt der DDR“ wurde das Wohnungsbaukombinat Rostock „von oben“ für den Wohnungsbau im Stadtbezirk Hohenschönhausen verpflichtet. Nach Berlin abgestellte Bauarbeiter aus dem Bezirk Rostock bauten mit ihrer Technik in Neu-Hohenschönhausen. Diesem „Einsatz zu Ehren“ wurde der Straßenzug als Hansastraße benannt.
Eine kolportierte Erklärung für Hansastraße nimmt Bezug auf die vorherige Kniprodeallee mit der Verknüpfung zu deren Namensgeber Winrich von Kniprode. Er unterstützte Mitte des 14. Jahrhunderts als Hochmeister des Deutschen Ordens die Hanse gegen die Dänen.
Die Namensgebung im Osten der geteilten Stadt führte im vereinten Berlin zur Doppelung mit der Hansastraße in Gesundbrunnen.

## Lage und Beschreibung
Die Hansastraße verläuft auf historischen Trassen der Ortsverbindungen von Alt-Berlin über Weißensee nach Falkenberg. Sie liegt im Osten des heutigen Bezirks Pankow, Ortsteil Weißensee, Anfang und Ende gehören jedoch zu Alt-Hohenschönhausen im Bezirk Lichtenberg. Mit der Straßennummer 41588 ist sie im Berliner Straßenregister mit einer Gesamtlänge von 3150 Metern erfasst. Davon gehört die Haupttrasse zwischen Indira-Gandhi-Straße (im Südwesten) und der Darßer Straße/Malchower Weg (im Nordosten) mit einer Länge von 2810 Metern zum übergeordneten Berliner Straßensystem (Kategorie II), und ein (gewidmeter) Seitenast im Wohnquartier südlich der Buschallee ist nach dem Straßenentwicklungsplan des Landes Berlin (StEP) unkategorisiert.
Ausgebaut wurde der Straßenzug Kniprodeallee/Falkenberger Straße seit 1986 und erhielt 1988 den neuen Namen Hansastraße. In diesen Jahren hielten die Stadtplaner eine Verbindung vom östlichen Stadtzentrum zur Großsiedlung Hohenschönhausen-Nord für erforderlich, jenes im Rahmen des Wohnungsbauprogramms (Grundsteinlegung: 9. Februar 1984) entstandene Quartier im neugeschaffenen Stadtbezirk Hohenschönhausen für die Plattenbausiedlung Hohenschönhausen-Nord. Damit sollte die seit den 1920er Jahren vorgesehene Umgehung des Weißenseer Zentrums (der Berliner Allee) realisiert werden, die dem Hobrechtplan entsprach. Damit wäre auch die Protokollstrecke nach Wandlitz aus der Weißenseer Klement-Gottwald-Allee (seit 1991 wieder Berliner Allee) herausgehalten worden.
Die Planung sah vor, dass die Trasse der verlängerten Kniprodestraße den Jüdischen Friedhof Berlin-Weißensee in zwei nur durch Fußgängerbrücken verbundene Teile zerschneidet. Die Ost-Berliner Jüdische Gemeinde hatte ihre Zustimmung erteilt. Nachdem die Straßenbauarbeiten, vorrangig an der Kreuzung Indira-Gandhi-Straße, schon begonnen hatten, wurden Proteste aus dem In- und Ausland wegen der „Instinktlosigkeit und Unverfrorenheit“ des Bauvorhabens laut. Daraufhin ließ der DDR-Staatslenker Erich Honecker die Bauarbeiten einstellen. Dadurch verblieb die Verkehrsführung nach Hohenschönhausen auf der Berliner Allee. Mit einer durchgehenden Kniprode-Trasse hätte die Führung der Fernverkehrsstraße F 158 nach Hohenwutzen schon am Königstor begonnen.
Der Anschluss der Kniprodeallee an die Falkenberger Straße (ab Juni 1988) als Hansastraße führte zum Ausgleich eines Höhenunterschieds von drei Metern auf mehreren Abschnitten der neuen Trasse. Die Straßenbreite wurde beim Ausbau ebenfalls vereinheitlicht: die um 1930 angelegte Kniprodeallee hatte eine Breite von 34 Metern, die Falkenberger Straße musste beim Ausbau bis zur Liebermannstraße am unbebauten Nordrand (GLB Teich Hansastraße) verbreitert werden, der folgende neue Straßenbereich war bereits ab 1928 (Südseite [ab Parzelle 72] und Nordrand zwischen Parzelle 124 und 130) mit 34 Meter Breite freigehalten worden, die Fahrbahnbreite selbst betrug 16 Meter. Die Bebauung war somit durchgehend hinter die (neue) Flurlinie gesetzt.

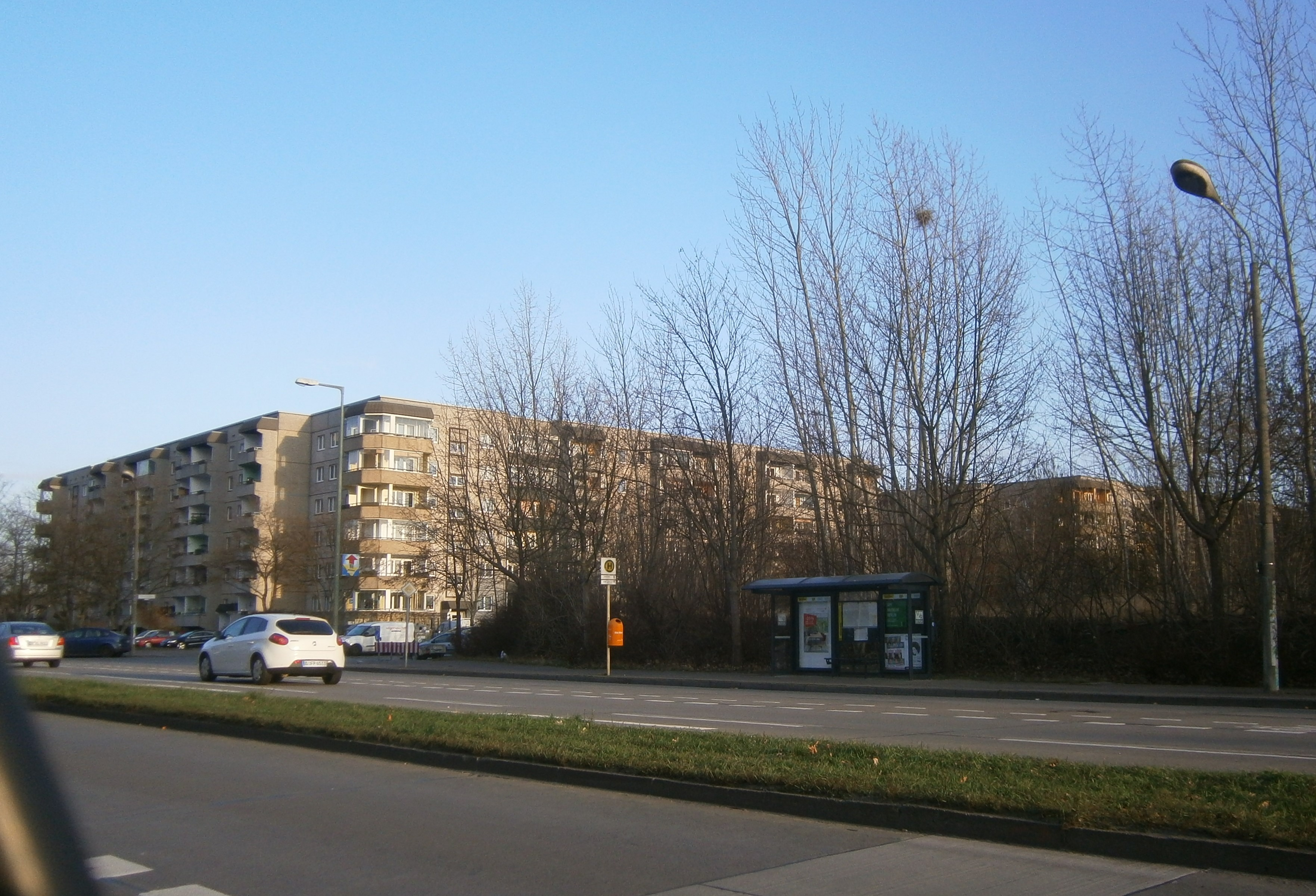
Wohnquartier Hansastraße 52–66 an der Ostseite

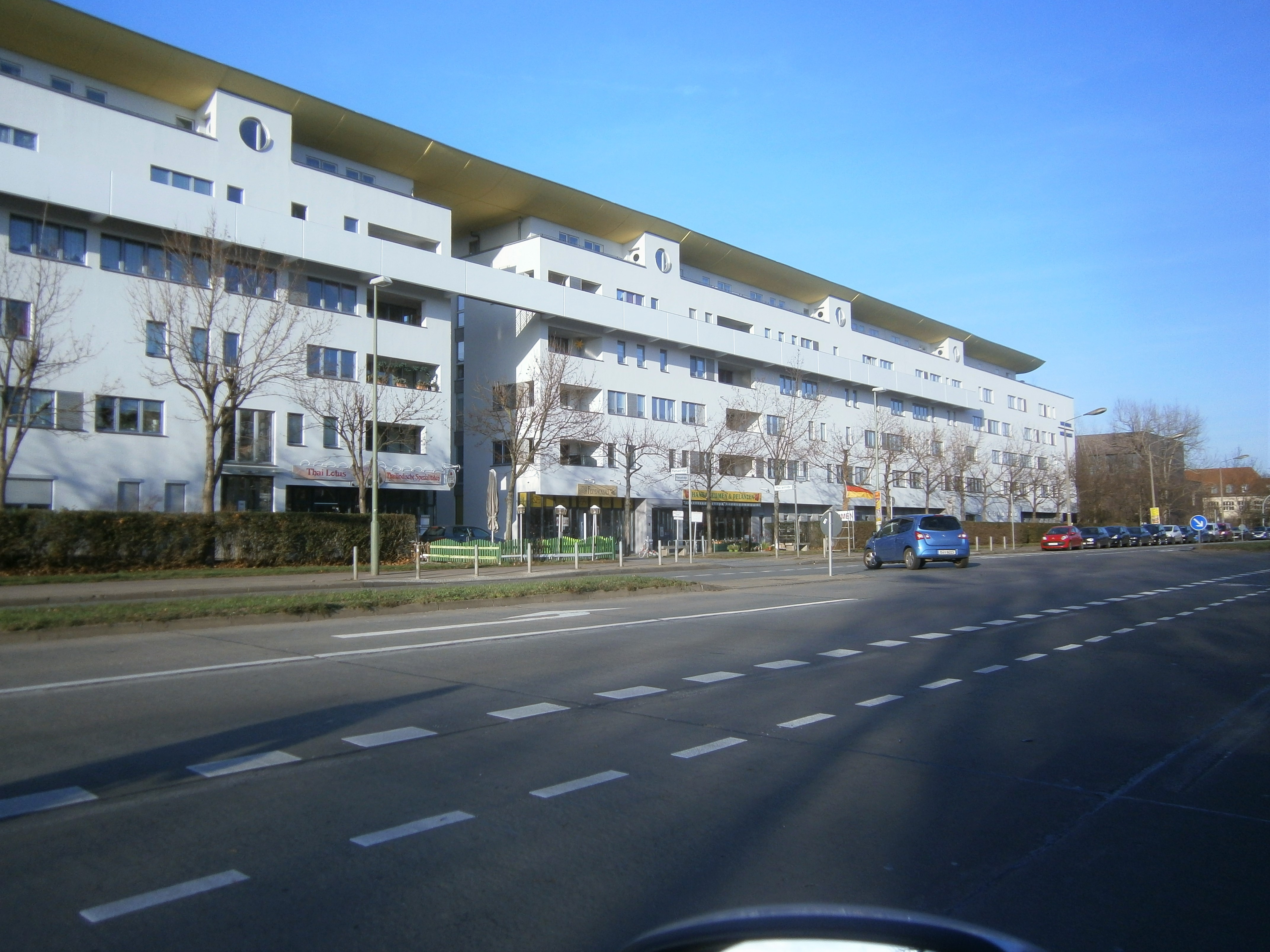
Wohnquartier Hansastraße 65–149 an der Westseite

Die Hansastraße besitzt zwei Richtungsfahrbahnen, an der Indira-Gandhi-Straße beginnend mit einem 20 Meter breiten grünen Mittelstreifen, der sich ab Orankeweg auf sechs Meter verjüngt. Neben den vorrangig zweistreifigen Fahrbahnen liegen entlang der Straße jeweils Radwegstreifen, Parkspuren und Gehwege. An den Kreuzungen bestehen zusätzlich Abbiegespuren. Insbesondere an der Giersstraße sind Überwege und Abbiegespuren auch für eine Verlängerung der letzteren über die Hansastraße auf das Gelände des stillgelegten Kinderkrankenhauses schon angelegt. Ab der Buschallee bis nach Hohenschönhausen wird der etwa zehn Meter breite Mittelstreifen zweigleisig von der Straßenbahn befahren. Die Straßenbahntrasse wurde am 10. August 1987 in Betrieb genommen, zunächst für die damalige Linie 28, die von der bereits bestehenden Trasse auf der Buschallee abzweigte. Seit 2004 mit der Umstellung der Linienbezeichnungen (Stand 2019) verkehrt auf dieser Trasse die Linie M4 (MetroTram).
Im Bereich zwischen Indira-Gandhi-Straße und Buschallee befinden sich Plattenbau-Wohnquartiere, die die Adresse Hansastraße erhielten, sie bilden dabei nördlich und südlich innere Wohngebietsstraßen mit den Hausnummernbereichen 65–149 (ungerade) und 58–108 (gerade). Als Hansastraße bis in das Wohnquartier hinein benannt ist nur die Trasse nach Südosten in Richtung zum Orankeweg.
In der Nummerierung sind amtlicherseits die Parzellen oder Hausnummern 6–38, 238–252 (gerade) und 7–63 sowie 171 (ungerade) nicht enthalten. Die Nummernvergabe in der Kniprodeallee und Falkenberger Straße erfolgte (voneinander unabhängig) in Hufeisenform und wurde 1988 mit der Namensänderung in wechselseitige Zählung geändert.
An der Querung der Hansastraße durch den Orankeweg, der schon vorher als Fußweg bestand, wurde an der beginnenden schmaleren Stelle 30 Meter nach Nordost versetzt ein Überweg angelegt. Von Fußgängern und Radfahrern wird dagegen die direkte Verbindung 60 Meter schräg über die auseinanderliegenden Fahrbahnen benutzt.

## Geschichte

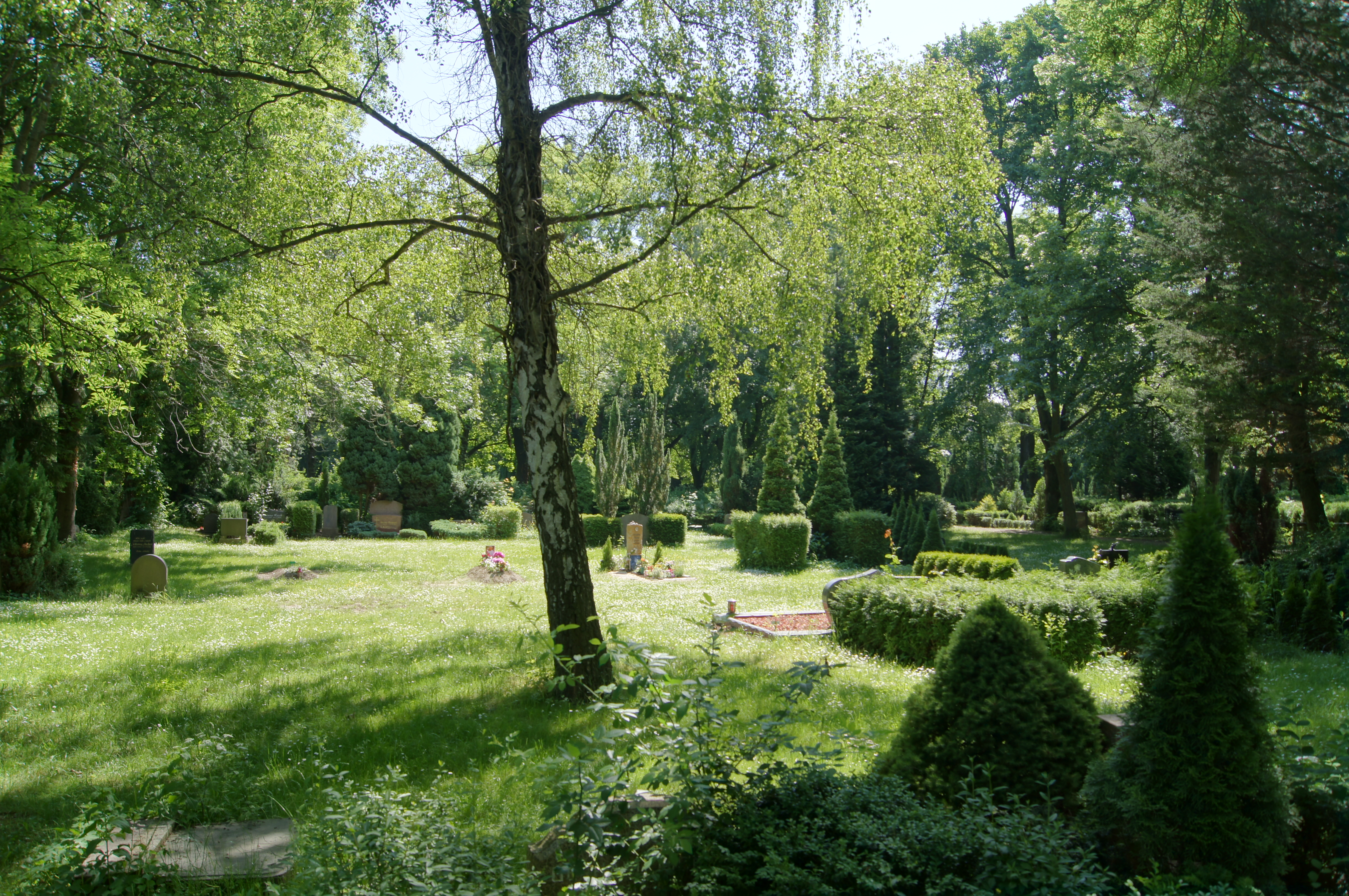
Blick auf den Auferstehungsfriedhof Weißensee

### Eine neue Trasse im Hobrechtplan
Der von James Hobrecht erarbeitete Bebauungsplan für die Umgebung von Berlin enthielt die Trasse Am Friedrichshain–Kniprodestraße–Hansastraße (bis 1988: Kniprodeallee). In einem Vertrag vom 18. August 1915 musste die Jüdische Gemeinde zu Berlin Gelände an die Gemeinde Weißensee abgeben und sich verpflichten, dieses Areal von der Belegung mit Leichen freizuhalten. Dafür übernahm die Stadt den Ausbau der Lothringenstraße als Zugang zum Friedhof von Norden. Im Gegenzug wurde am 26. September 1921 der Magistrat von Groß-Berlin für den als Straßenlauf reservierten Streifen in das Grundbuch eingetragen. Im Südostteil des dadurch zweigeteilten Friedhofs waren bereits 1911 eine zweite Trauerhalle sowie 1912 eine Wartehalle und eine Blumenhalle errichtet worden. Beide sind 1944 bei einem alliierten Luftangriff ausgebrannt. Die Ruinen dienten danach als Abenteuerspielplatz von Kindern, wurden aber 1975 abgebrochen.
1924 hatte der Friedhof einen zweiten Eingang mit Pförtnerhaus und Besuchertoiletten an der Lichtenberger Straße erhalten. Die Straße durch den Friedhof wurde nie gebaut. Erst 1988 erfolgte die Rückgabe des Areals der geplanten Straße 90 durch den Friedhof an die Gemeinde zur „dauernden Nutzung für Friedhofszwecke“. Die Rückgabe erfolgte, weil die in den USA erscheinende deutschsprachige jüdische Zeitung Aufbau einen Hinweis mit dem Tenor „die Kommunisten in Ostberlin wollen quer durch den Jüdischen Friedhof eine Straße bauen“, veröffentlicht hatte. Nach der Rückgabe konnten neue Begräbnisfelder angelegt werden. Durch die (am 3. Oktober 1990) geänderten Verfahren zum Ende des geteilten Berlins fand am 25. Oktober 1990 die erste Beisetzung auf dem vorher reservierten Friedhofsteil statt. Dadurch ist auf der nun seit 1990 pietätsbelasteten Fläche jeder Versuch, die Straßenplanung wieder aufzunehmen, vereitelt.

### Teilabschnitt Falkenberger Straße
Die Falkenberger Straße als Ortsverbindung von Weißensee nordostwärts nach Falkenberg (eigentlich die Straße nach Werneuchen) bildet die ursprüngliche Trasse der Hansastraße im Nordosten. Andererseits führt nach dem Plan von 1862 der Verlorene Weg, nach Hobrecht im Bebauungsplan XIII/1 als Straße 25, als Verbindung (aus Alt-Berlin) vom Friedrichshain zur Straße zwischen Lichtenberg und Weißensee mit Anschluss zur Colonie Hohenschönhausen (Wilhelmsberg). Beim Anlegen des Jüdischen Friedhofs 1880 wurde diese historische Trassenführung unterbrochen, allerdings blieb der Korridor durch den Friedhof bestattungsfrei. In Prenzlauer Berg wurde die Kniprodestraße bis an die Friedhofsgrenze ausgebaut. Letztlich liegt hier der Ursprung der südwestlichen Hansastraße (Straße 90, Verlängerte Kniprodestraße, Kniprodeallee).
Die Falkenberger Straße ist im Adressbuch 1894 von Weißensee nach Osten im bebauten (ortsnahen) Bereich aufgeführt. Der in der Hansastraße aufgegangene Abschnitt nach Nordwest ist im Adressbuch 1900 bis zur Hohen-Schönhauser Feldmark notiert. Im Jahr 1910 bestanden die Baupläne nicht mehr, die Grundstücke 58–141 waren nun Baustellen, einige dienten als Gärtnerei oder wurden landwirtschaftlich genutzt. Die 1907 eingerichtete Industriebahn (die seit 2001 festgelegte Ortsteilgrenze von Hohenschönhausen und Weißensee) kreuzt (in alter Nummerierung) die Falkenberger Straße zwischen den Parzellen 76/77 und 123/124. Nach dem Stadtplan 1907 war dieser Abschnitt eine Chaussee, jenseits der Grenze auf Hohenschönhauser Gebiet (eigentlich Wartenberg) führte die Straße durch Rieselfelder. Zu diesem Zeitpunkt ist auf dem Plan im südlichen Bereich der (späteren) Hansastraße ab Jüdischem Friedhof (also zwischen den verlängerten Wörth- und Gürtelstraße(n)) lediglich die für die Kniprodestraße projektierte Trasse östlich vom Verlorenen Weg vorhanden. Über die Lichtenberger Straße (→ Indira-Gandhi-Straße) zwischen Brauerei und Auferstehungsfriedhof existiert kein Trassenprojekt. Die innerstädtische Kniprodestraße (Berlin NO) endete zum Anfang des 20. Jahrhunderts vor der Ringbahn und besteht bis an den Jüdischen Friedhof aus projektierter Trasse.

### Geschichte weiterer Teilabschnitte anhand von Plänen und Adressbüchern

Verlängerte Kniprodestraße, 1928

Zu den einzelnen früheren Abschnitten finden sich diese historischen Darstellungen:
 Im Adressbuch 1914 ist für das Grundstück Giersstraße 4 des Säuglingskrankenhauses im Eigentum der Gemeinde Weißensee der Heizer und der Gärtner als Bewohner genannt, 1915 lautet der Eintrag Gemeinde-Säuglingskrankenhaus, bewohnt von Oberin, Assist. Arzt und Hauswart. Zu erreichen war es demnach von der Falkenberger Straße über Giersstraße. Eine direkte Trasse war nicht nötig, die Zuführung erfolgte vom Ortskern. Auf dem Übersichtsplan im Adressbuch 1914 besteht eine unbenannte Straßentrasse in Verlängerung der Kniprodestraße aus Prenzlauer Berg durch den „Israelitischen Kirchhof“ und südlich der Israelitischen Arbeiterkolonie die Lichtenberger Straße kreuzend. Von da östlich am Auferstehungskirchhof vorbei als Hauptstraße eines projektierten Stadtquartiers zur Hohenschönhauser Straße (diese ist verlängert in die Suermondtstraße). Am Säuglingskrankenhaus mit der Milchkuranstalt, gefolgt an der Südseite ein Volkspark, vorbei geht es über eine Platzerweiterung an den Knick der Falkenberger Straße (Grundstück 143) und letztlich fortgesetzt bis Falkenberg auf der bestehenden Straße. Wohl durch den Ersten Weltkrieg und die nachfolgende Inflation oder durch Übergang der Planungshoheit von der Gemeinde Weißensee an die Stadt Berlin nicht ausgeführt, steht im Adressbuch 1921 das Säuglingskrankenhaus der Gemeinde weiterhin unter Giersstraße 4. Die Straße 90 ist im Adressbuch 1918 von der Giersstraße ausgehend mit Säuglingskrankenhaus, Säuglingsheim und Milchkuranstalt (sowie Baustellen) eingetragen. Flächen an der (kreuzenden) Hohenschönhauser Straße sind bis an die Hohenschönhausener Feldmark von Baustellen und Gärtnereien belegt und nicht mit der Straße 90 verbunden. Straße 90 war die Planbezeichnung für die alternativ genannte Verlängerte Kniprodestraße auf Weißenseer Flur. Im Adressbuch 1932 ist die Giersstraße zwischen Falkenberger Straße und Verl. Kniprodestraße mit Baustellen notiert, andererseits auch an die Straße 90 hinan. Dabei liegen an der einen Seite das Säuglings-Krankenhaus und die Städt. Schwesternschaft, andere Seite die Meierei Weißensee.

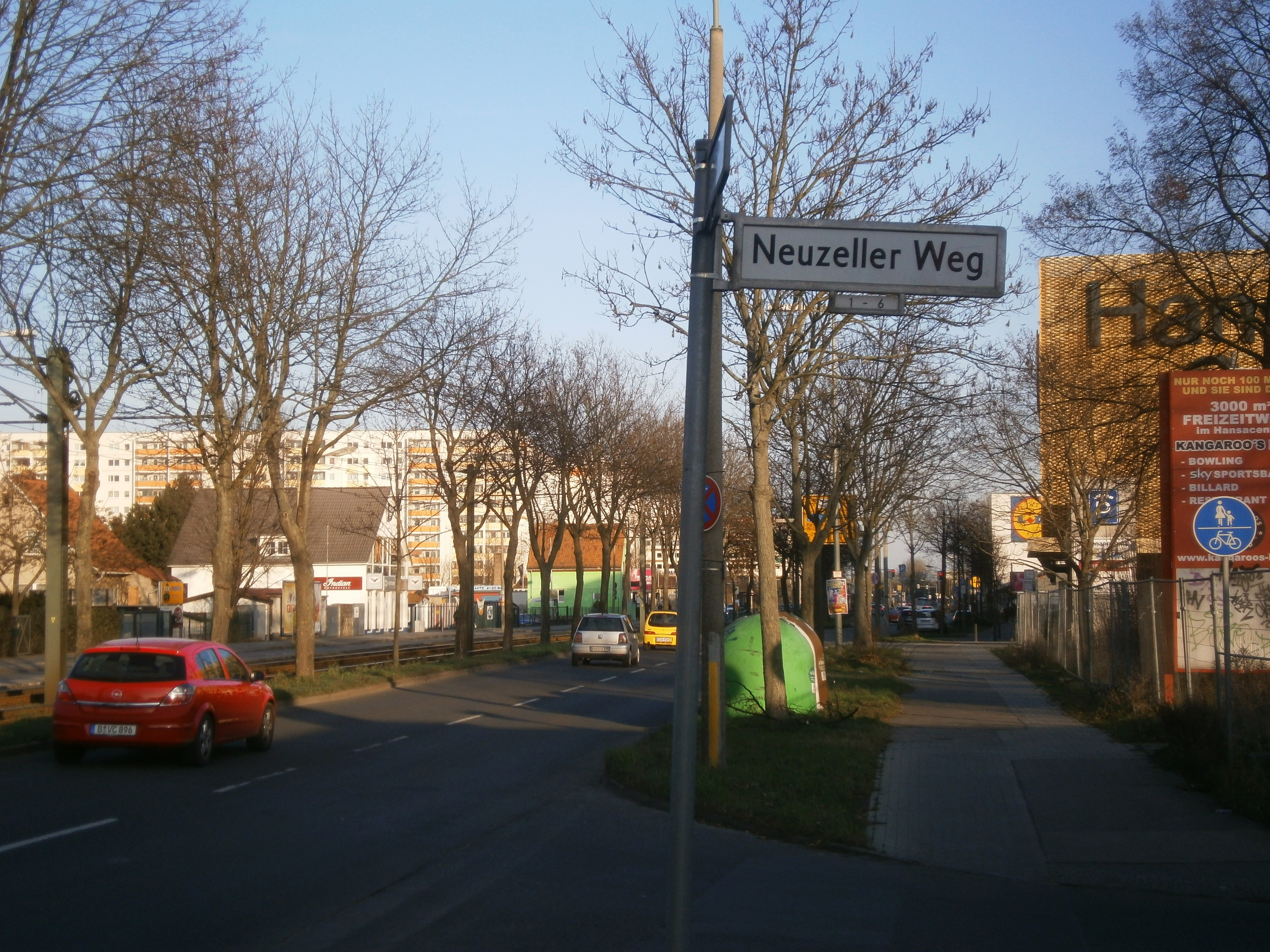
Nördliches Ende der Hansastraße ab Neuzeller Weg

Um 1920 wurde ein erster Abschnitt des Straßenzuges zur verkehrsmäßigen Erschließung des Säuglingskrankenhauses, des Säuglingsheims und der Milchkuranstalt als Straße 90 angelegt, die von der Giersstraße abging. Eine Anbindung an die im Bereich Prenzlauer Berg bereits vorhandene Kniprodestraße wäre über das Gelände des Jüdischen Friedhofs Weißensee projektiert, woraus Verlängerte Kniprodestraße als Bezeichnung entstand. Angelegt wurde ab dem Jahr 1930 der projektierte Straßenzug von der Buschallee (Platz 30) nach Süden als Stichstraße und im Adressbuch aufgenommen. Am 10. Juli 1933 erhielt der neue Verkehrsweg nördlich des Auferstehungs-Friedhofs am Kinderkrankenhaus bis an die Sportanlagen den Namen Kniprodeallee.
Auf dem Stadtplan von Berlin 1928 liegt oberhalb der pietätsunbelasteten Trasse durch den Jüdischen Friedhof die projektierte Trasse Straße 90 = Verlängerte Kniprodestraße zur Grenze von Hohenschönhausen (identisch mit der Westseite der Lichtenberger Straße und über diese zu einem viereckigen Platz einer Kreuzung mit einer auf dem Orankeweg liegenden projektierten Straße – wiederum identisch mit der Grenze Hohenschönhausen/Weißensee) südlich am Kirchhof. Von da etwas nach Norden geschwenkt ist die Verlängerte Kniprodestraße als „angelegt markiert“ (weiterhin gleichfalls als Straße 90) eingetragen. Diese Straße führt bereits zweibahnig über den Platz 30, an dem die Buschallee kreuzt, während die Hohenschönhauser Straße zur mündenden Nebenstraße wird. Am Sport- und Spielplatz „Am Faulen See“ endet die Straße 90 rund 250 Meter hinter der Giersstraße auf einer unbebauten Fläche 60 Meter südöstlich von der nach Nordost verlaufenden Falkenberger Straße.
Bis zum Jahr 1935 war die Straße 90 weiter ausgebaut worden zwischen Hohenschönhauser Straße, Buschallee, über die Giersstraße zur Feldmark und an ihr gab es neue Gebäude. Die Straße 90 wurde um 1937 in die Kniprodeallee einbezogen, sodass das Säuglingskrankenhaus diese Adresse bekam. Außerdem entstanden neue Gebäude an der Kniprodeallee, eine (Berufs-)Schule und ein Turnplatz werden angegeben und nicht genauer bezeichnete „Baustellen“. Die beiden Straßenabschnitte Verlängerte Kniprodestraße und Kniprodeallee bestanden noch einige Zeit parallel. Im Straßenbereich Verlängerte Kniprodestraße hatte die Stadt Berlin den Sportplatz am Faulen See in den 1930er Jahren eröffnet. Im schon seit den 1920er Jahren projektierten Übergangsbereich von der Kniprodeallee zur Falkenberger Straße liegen jedoch die Grundstücke 51, 52, 53, 54 mit ihrem Eigentümer, die folgenden 55–71 an der Südseite der Falkenberger Straße allgemein als Baustellen. Um diese besessenen Grundstücke führte ein Fußweg zwischen Falkenberger Straße und Kniprodeallee.

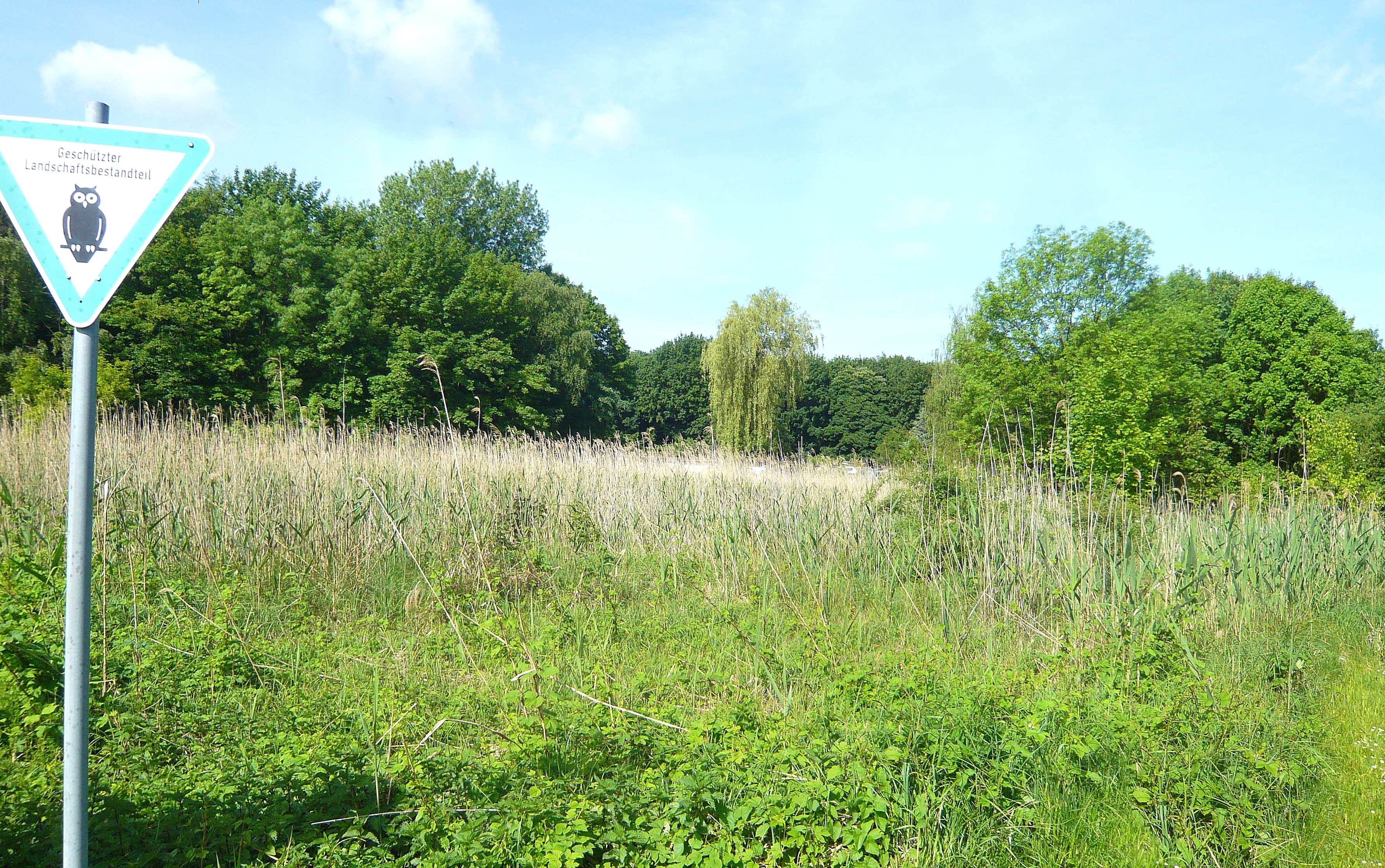
Teiche Hansastraße in Höhe Liebermannstraße

Das Adressbuch 1943 enthält die Kniprodeallee zwischen Feldmark, über Giersstraße, Buschallee zur Feldmark. Unter Lichtenberger Straße gibt es in Höhe der projektierten Kniprodeallee keinen Hinweis, sondern belegte und bebaute Grundstücke. Der Orankeweg ab Lichtenberger Straße ist unbebaut und ohne weitere Vermerke notiert. Zur Falkenberger Straße ist 1943 in der Übersichtsskizze die von Süden einbindende Kniprodeallee eingezeichnet, auf der Gegenseite mündet die Franz-Joseph-Straße (→ Liebermannstraße), zwischen 124 und 77 kreuzt die Industriebahn, weiter die Feldmannstraße (Norden) und Am Faulen See (Süden), am Grundstück 85 die Neuzeller Straße nach Süden und an der 104 mit der Hohenschönhauser Straße nach Norden, dem Malchower Weg nach Osten endet der benannte Teil und geht in der Straße nach Falkenberg weiter.
Die Luftaufnahme von 1943 und 1953 unter Google Earth zeigt einen zweistreifigen Straßenverlauf der Kniprodeallee, der 320 Meter südlich der Buschallee endet.

### Geplante Straßenverbindung nach dem Zweiten Weltkrieg
Nach dem Stadtplan von 1954 verläuft die Kniprodeallee durch unbebautes Gelände vom Auferstehungsfriedhof zur Buschallee und über den Platz 30, wo Piesporter Straße und Hohenschönhauser Straße münden, weiter am Kinderkrankenhaus und der Giersstraße bis zu den Sportplätzen. Eine teilweise bebaute Unterbrechungsfläche bindet an die als Fernstraße ausgebaute Falkenberger Straße. In letztere münden Liebermann-, Feldtmammstraße, Neuzeller Weg, Bitburger Straße und ihr Ende befindet sich an Hohenschönhauser Weg und Malchower Weg. Die Weiterführung geht nach einigen Metern ab (rechts) Privatstraße 12 durch die Rieselfelder weiter. Auf weiteren Stadtplänen der 1960er und 1970er Jahre gab es nach Süden nur die als Kniprodeallee geführte Sackgasse. Sie führte ab der Falkenberger Straße / Sportplatz Buschallee südwestwärts bis zur hinteren Eingrenzung vom Gelände des St. Josef-Krankenhauses. Die Entwicklung der einzelnen Straßenteile führte wohl dazu, dass für die Hansastraße keine zusammenhängenden Hausnummern existieren, sondern die Grundstückszählung wurde beim Ausbau des durchgehenden Straßenzuges von der bestehenden Situation bestimmt.

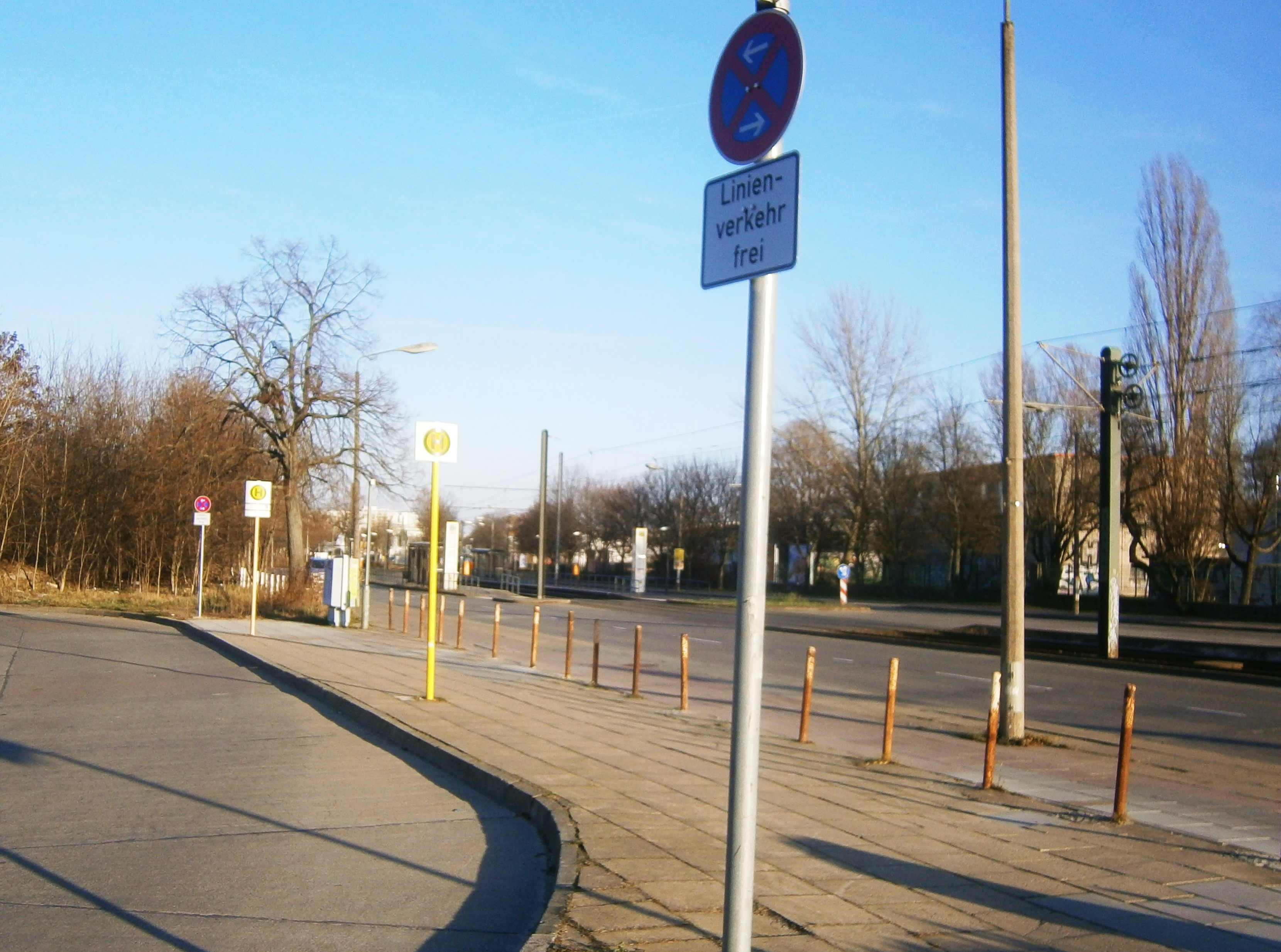
Hansastraße nach Norden vom (neuen) Ende der Falkenberger Straße

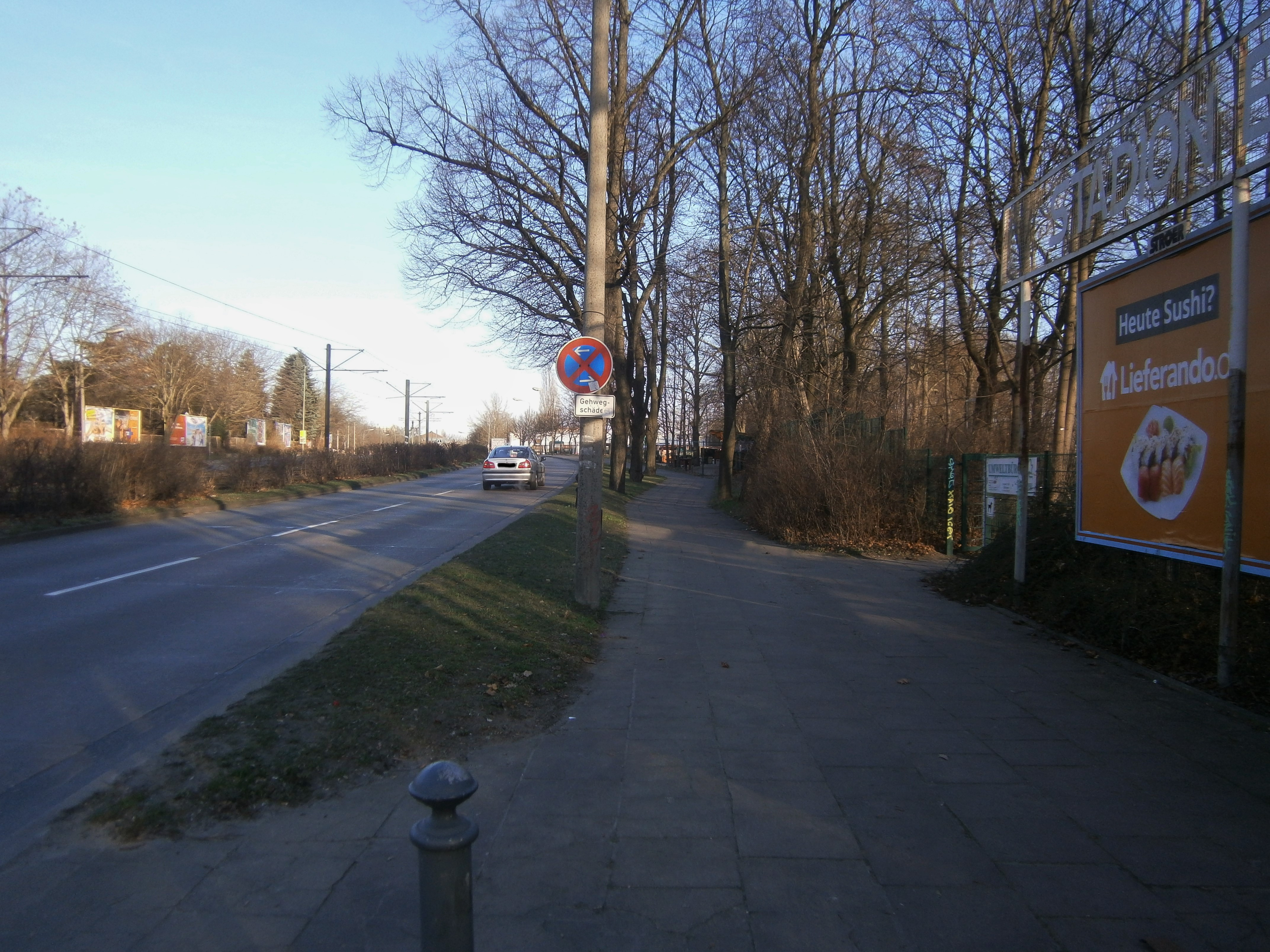
Übergang von der vormaligen Kniprodeallee mit dem neuen Straßenlauf zur Trasse der vormaligen Falkenberger Straße

Im Schwarz’schen Stadtplan 1978 bestehen für den (späteren) Straßenzug Hansastraße mehrere Anschnitte. Die gesamte Trasse liegt im Ortsteil Weißensee des Stadtbezirks Weißensee.
- Zwischen Lichtenberger Straße und der östlich verlängerten Friedhofsgrenze ist teilweise landwirtschaftlich genutztes Gelände.
- Es folgt die Kniprodeallee, südlich mit einem unbebauten Abschnitt und in gleicher Länge zur Buschallee der bebaute Abschnitt.
- Ab Buschallee umfasst der folgende Straßenabschnitt der Kniprodeallee die Giersstraße und endet (ohne Anschluss) in Höhe des Knicks der Falkenberger Straße.
- Die Falkenberger Straße ist ab diesem Punkt als F 158 gekennzeichnet, die von der F 2 aus Weißensee zur polnischen Grenze führt.
- Die Falkenberger Straße geht im Ortsteil Malchow als Falkenberger Chaussee durch aufgelassenes Rieselfeldgebiet und nach 300 Metern wechselt sie in den Ortsteil Wartenberg.

### Realisierung des östlichen Abschnitts ab 1986
Der Magistrat von Berlin vergab am 1. Juni 1988 für den (seit 1984) ausgebauten, verlängerten und verbreiterten Verkehrsweg den Namen Hansastraße. Der östliche Abschnitt der Falkenberger Straße wurde dabei in die Hansastraße eingegliedert. Ein 1987 begonnener Bau der Fortführung nach Süden von der Hansastraße (Kniprodeallee) über den Jüdischen Friedhof an die Kniprodestraße (damals: Arthur-Becker-Straße) als Umgehung von Weißensee wurde abgebrochen.

## Ausgewählte Objekte an der Hansastraße

### Überblick

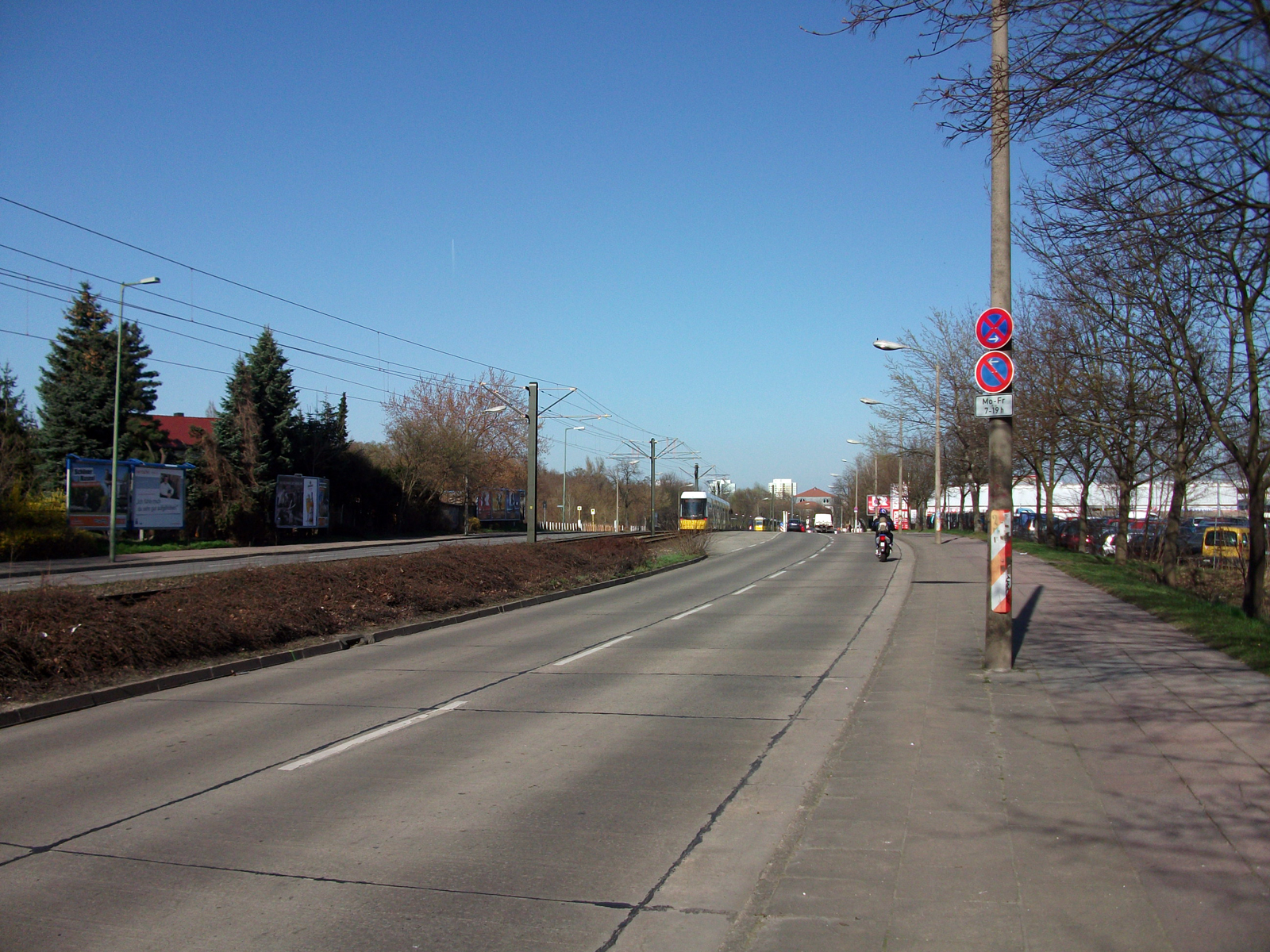
Hansastraße in Weißensee: Höhe Giersstraße und Stadion Buschallee

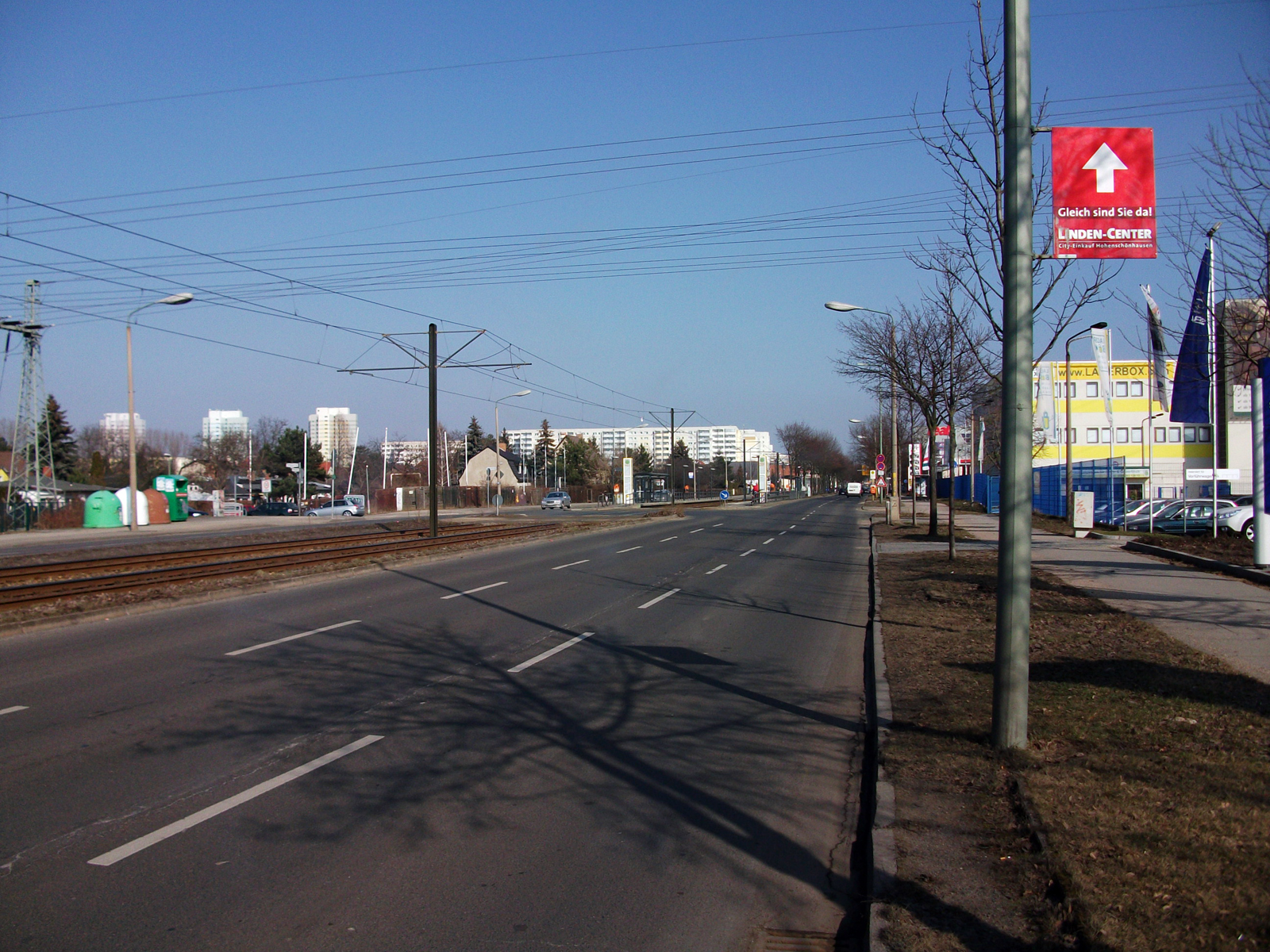
Blick auf Neu-Hohenschönhausen: Hansastraße vor Feldtmannstraße

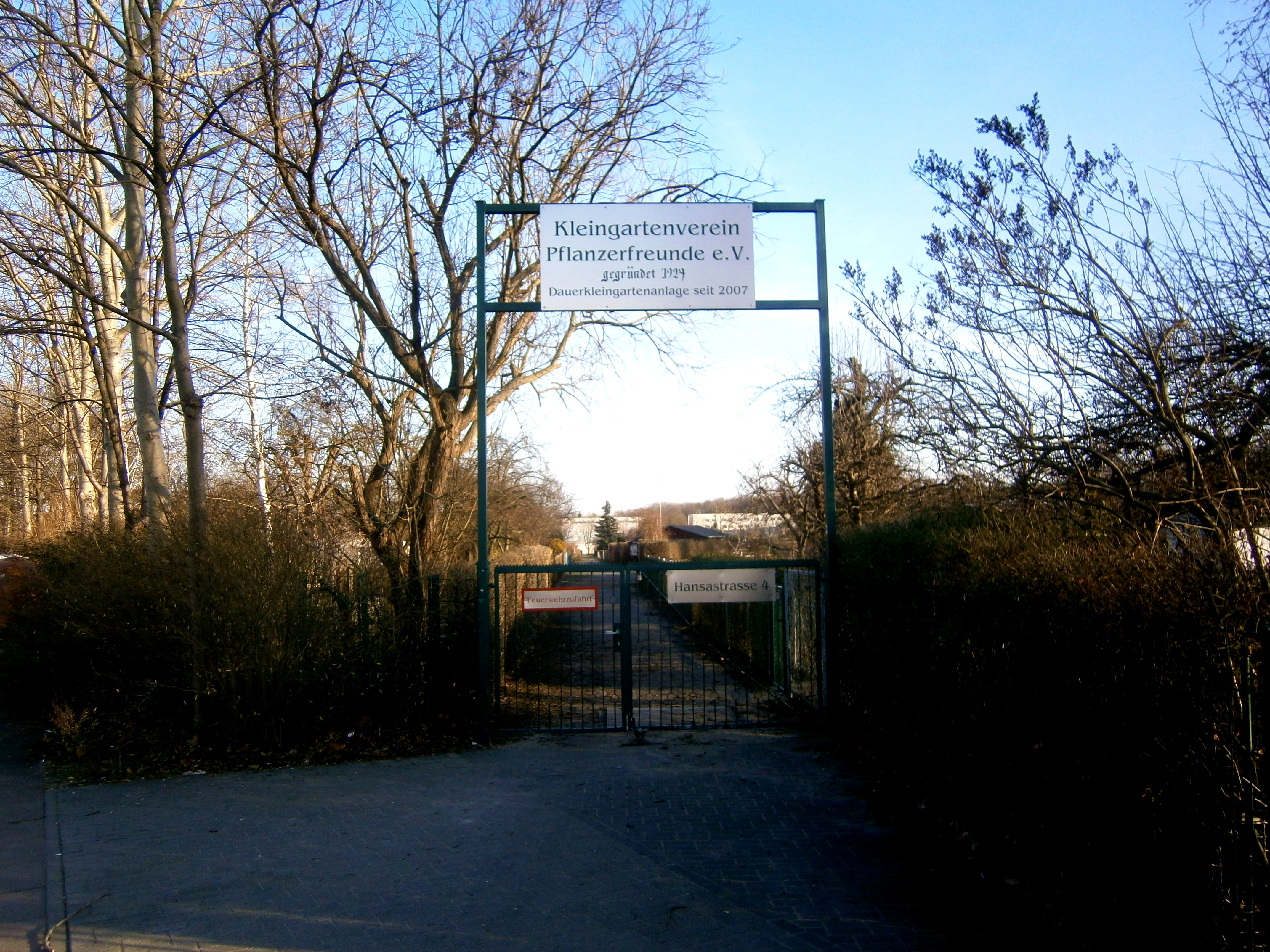
Eingang KGA Pflanzerfreunde, Hansastraße 4

Die Grundstückszählung erfolgt in Orientierungsnummerierung, beginnend mit 1 im Süden an der Nordseite Ecke Indira-Gandhi-Straße. Die Straßenführung orientiert sich an den vorher bestehenden Verkehrswegen. Südlich an der Indira-Gandhi-Straße beginnt die Hansastraße auf der Trasse der Verlängerten Kniprodestraße, die als Planstraße 90 bestand. Die entgegengesetzte Fortsetzung der Verlängerten Kniprodestraße im Komponistenviertel ging beim Bau des Quartiers „Gounodstraße Süd“ in der Chopinstraße auf (nach StEP als unkategorisierte Nebenstraße). Der Straßenlauf kreuzt nach 310 Meter den Orankeweg, der die Bezirksgrenze bildet, führt im Bogen in Richtung Falkenberg südöstlich um den Friedhof der Auferstehungskirchgemeinde (an der Ostseite KGA Oranke) herum. Nach Nordost führend wird das Wohnquartier westlich vom Orankesee durchschnitten, das Ende der 1980er Jahre vom WBK Rostock im Rahmen des „Aufbauprogramms Hauptstadt Berlin“ errichtet wurde. In einem östlich gehenden Bogen (Kniprodeallee) wird die Buschallee gekreuzt (vormals: Platz 30). Von der Buschallee führte die Kniprodeallee noch 500 Meter weiter und wurde für die Hansastraße ausgebaut. Der folgende leichte Knick ist ein 200 Meter neuangelegter Abschnitt, der den Übergang „Kniprodeallee zur Falkenberger Straße“ in den Lauf der 1988 einbezogenen Falkenberger Straße darstellt. Unter Verbreiterung der bestehenden Straßenlage wurde der weitere Verlauf nach Hohenschönhausen und Falkenberg geschaffen. Der erneute Bezirkswechsel in den Ortsteil Alt-Hohenschönhausen erfolgt am Südrand der vormaligen Industriebahn. An der Kreuzung Darßer Straße/Malchower Weg endet die Hansastraße, der weitere Straßenzug mit übergeordneter Funktion führt als Falkenberger Chaussee führt in die Großsiedlung Hohenschönhausen und durch Falkenberg letztlich zur B 158.

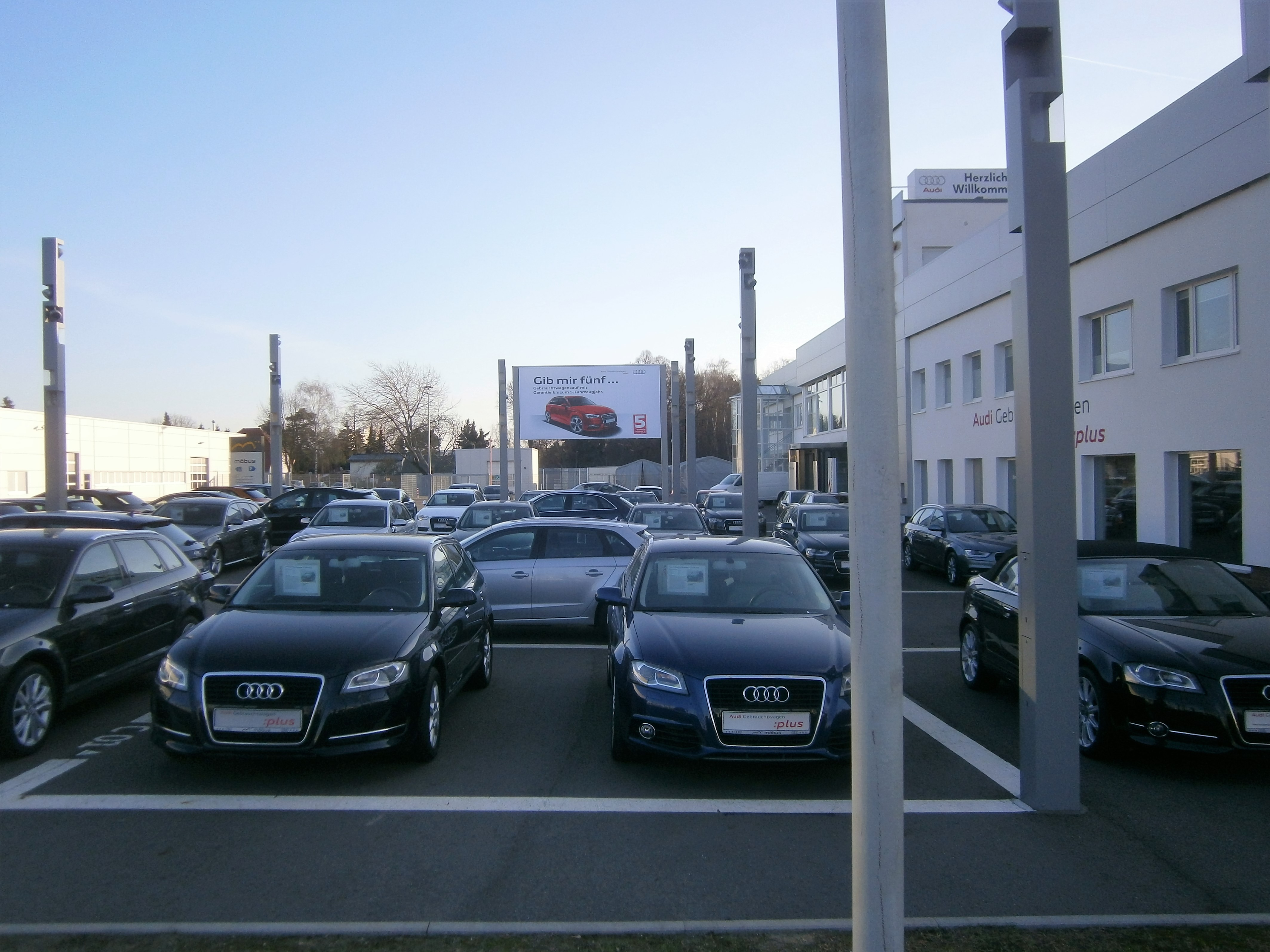
An der vormaligen Industriebahntrasse stehen seit den 1990er Jahren Autohäuser.

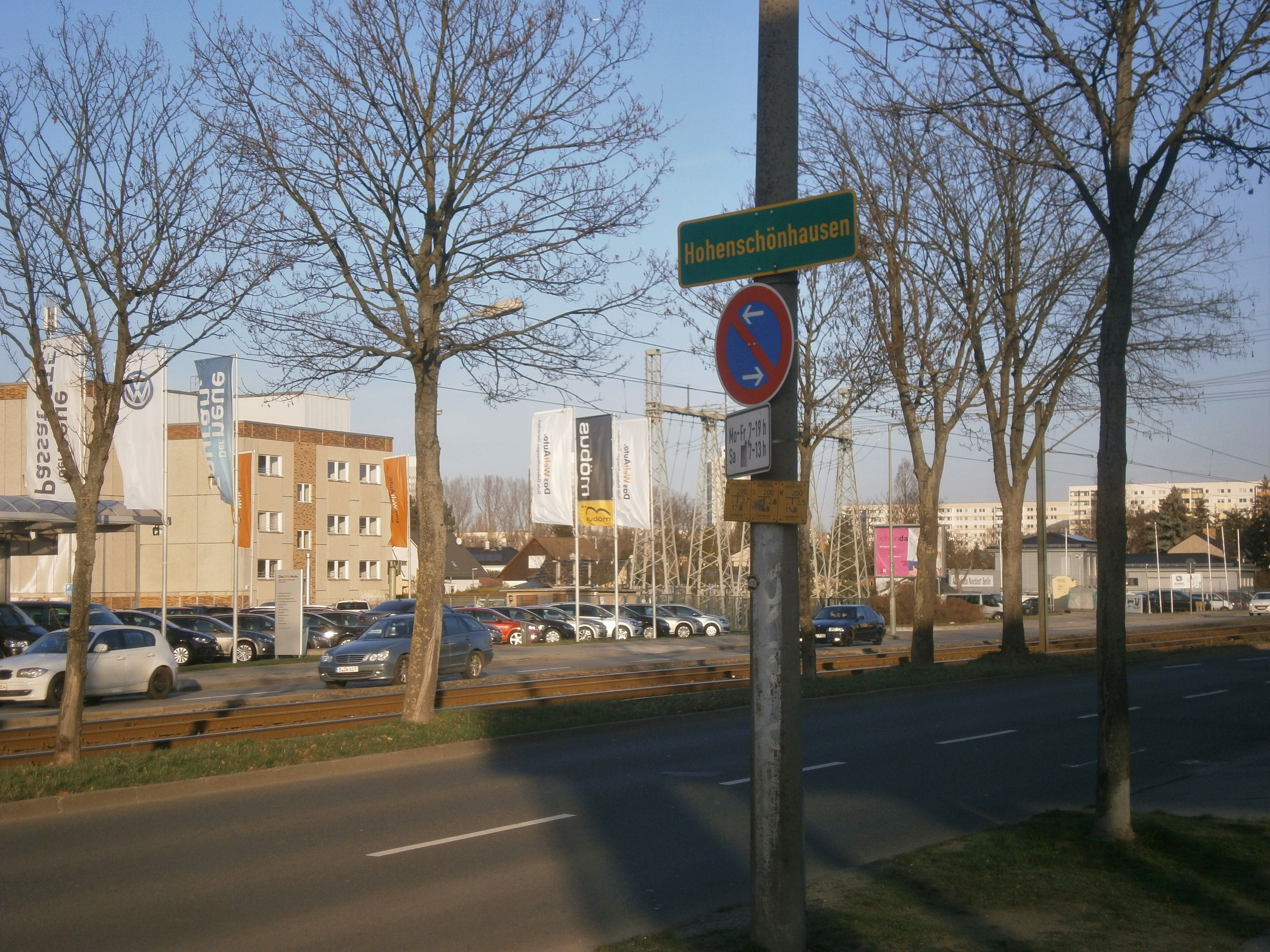
Am nördlichen Abschnitt lösen gewerblich genutzte Wohnhäuser aus den 1930er Jahren die großen Autohäuser ab.

### Verkehrsfunktion
Als Großstadtstraße führt die wenig attraktive Hansastraße vorrangig den Straßenverkehr. Auffallend an der nördlichen Hansastraße zwischen Buschallee und dem Hohenschönhauser Ende sind die nach der politischen Wende und der Marktöffnung entstandenen vielen Autohändler, Werkstätten und Tankstellen, die auf den Kleinsiedlungsgrundstücken der ehemaligen Falkenberger Straße stehen. Die südliche Hansastraße dagegen wird abgesehen vom Neubauquartier vom Grün der Kleingärten und des Friedhofs bestimmt.

### Einige Querstraßen und Abschnitte
Mit dem denkmalgeschützten Wohnhaus der Bauhaussiedlung Buschallee teilt diese Straße im Mittelteil der Hansastraße einen südlichen Teil mit mehrgeschossigen Wohnhäusern der 1960er Jahre an der Kniprodeallee und den Wohnquartieren von 1988/1994 sowie dem hinter der Gewerbeschule liegenden Schulviertel. Nach Norden von der Buschallee liegen am Übergang der Kniprodeallee zur Falkenberger Straße das Kinderkrankenhaus, gefolgt von der Sportfläche Stadion Buschallee, an der gegenüberliegenden Straßenseite die Grundstücksrückseiten von Giersstraße und der östlichen Falkenberger Straße anschließend der umzäunte ‚Teich Hansastraße‘ im Nordwesten. An der südlichen Hansastraße (am vormaligen Ende der Kniprodeallee) wurde auf den bis Ende der 1980er Jahre bestehenden Ackerflächen zwischen dem St. Joseph-Krankenhaus und dem Orankesee (3,4 Hektar westlich und 5,7 Hektar östlich) (noch) in Ost-Berlin das Wohnquartier Hansastraße-Süd begonnen. Die Häuser östlich wurden anfangs vom WBK Rostock erbaut. Nach der politischen Wende 1990 wurde im Rahmen des sozialen Wohnungsbaus des Landes Berlin das Quartier (an der Westseite mit neuen Entwürfen) bis 1994 vollendet.
- Indira-Gandhi-Straße bis einschließlich Orankeweg in Alt-Hohenschönhausen
  - Hansastraße 1–5 (ungerade) ist ein Gewerbegrundstück mit einem Schnellrestaurant und einer Autowerkstatt.
  - Hansastraße 4: Die Kleingartenanlage ‚Oranke‘ wurde beim Straßenausbau geteilt.[36] So liegen an der Westseite der Hansastraße (Grundstück 7 entsprechend, jedoch nicht so adressiert) 7350 m² Kleingärten, während der größere Teil (0,9 ha) der Anlage in Alt-Hohenschönhausen zusammen mit der südlich angrenzenden knapp 2,7 Hektar großen KGA ‚Pflanzerfreunde‘[37] (bis zum Schul- und Leistungssportzentrum Berlin-Hohenschönhausen) insgesamt mit der Adresse Hansastraße 4 versehen sind. Anzumerken wäre der als Talweg bezeichnete Weg der Anlage, der auf beiden Straßenseiten in der KGA ‚Oranke‘ liegt.
  - Hansastraße 40: An der Ostseite über den Orankeweg (mit der Bezirksgrenze) hinweg liegt ein weiterer Teil der KGA ‚Oranke‘ (3,8 ha) als Hansastraße 40 im Ortsteil Weißensee. Dieser Anlagenteil liegt zwischen der Hansastraße, dem amtlich benannten Seitenast der Hansastraße und dem Orankeweg.

Anzumerken ist, dass das Gelände an beiden Straßenseiten etwa zwei Meter tiefer liegt als die Straße, die beim Bau aufgeschüttet worden ist.
- Orankeweg (oberhalb) bis Buschallee in Weißensee
  - Der „Friedhof der Auferstehungsgemeinde“ grenzt mit seinem Ostrand an die Nordseite der Straße. So fehlen die Grundstücke 9–63 (ungerade) in der Zählung der Hansastraße. Offensichtlich waren die Randgebiete des Friedhofs bestattungsfrei geblieben, da bereits im Stadtplan 1928[38] die projektierte Straße 90 (Verlängerte Kniprodestraße) aufgenommen ist.
  - Hansastraße 52–112 (gerade, östlich, fünf Wohnblöcke), Hansastraße 65–149 (ungerade, westlich, Wohnblöcke und Einzelhäuser), dazu am Ende der Hansastraße-Seitenast die Einzelhäuser Hansastraße 106a–106d und der kammförmige Wohnblock 108a–108f, letztere in einem Weißenseer Geländezipfel[39] zwischen Orankestrand (am Orankesee anschließend) und dem Eck Hansastraße zum Orankeweg.[40] Diese Wohnhäuser sind weitere anzumerkende Bauwerke neben denen um die Buschallee. Diese liegen auf dem Geländestreifen westlich vom Orankesee an das St. Joseph-Krankenhaus, der als landwirtschaftlich genutzter „Kirchenacker“ bis Ende der 1970er Jahre den Südrand der Kniprodeallee (in Höhe Norden des Friedhofs)[41] bildete. Die Wohnblöcke östlich der Straße entstanden noch als Typenbauten von 1988 über die politische Wende hinweg, westlich der Straße nach der Wende als „Wohnquartier Weißensee“ vermarktet stehen Wohnblöcke in freie Architekturen des sozialen Wohnungsbaus die 1994 fertiggestellt waren. Zwar ist amtlich nur ein Straßenverlauf von der östlichen Hansastraße ab am Süden des Quartiers als Hansastraße geführt, dennoch finden sich mehrere unter diesem Namen geführte Privatstraßen als Zufahrtsweg zwischen den Blöcken.
  - Hansastraße 153: Die Sporthalle liegt neben 160 Meter unnummerierter Hansastraße in der deren Hinterland sich die 44. Grundschule und das Oberstufenzentrum Brillat-Savarin-Schule (OSZ Gastgewerbe) zur Sulzfelder Straße adressiert liegen. Die beiden direkt an der Straße auf unnumerierten Grundstück stehenden Gebäude (vormals: Kniprodeallee 115 und 121) gehörten zur „Gewerblichen Berufsschule für Landwirtschaft und Gartenbau“.
  - Hansastraße 159–169 (ungerade) sind zwei Wohnblöcke auf dem unregelmäßigen Grundstück (vormals) Kniprodeallee 123–129. Sie entstanden gleichzeitig mit den gegenüberliegenden Wohnblöcken Hansastraße 150–172 (vorher: Kniprodeallee 112–132) um 1960 bis Anfang der 1960er Jahre.
  - Zwischen Hansastraße, Buschallee und Orankestrand erstrecken sich die 1926 angelegten Kleingartenanlagen ‚Sonnenschein‘ (Hansastraße 172a) und ‚Zur freien Stunde‘ (Hansastraße 164a), die komplett als Gartendenkmale ausgewiesen sind.[42] Diese Kleingärten liegen hinter den vier Wohnblöcken mit der Hausnummer Hansastraße 150–172.Hansastraße 174–176, mit der Wohnanlage Buschallee denkmalgeschützt

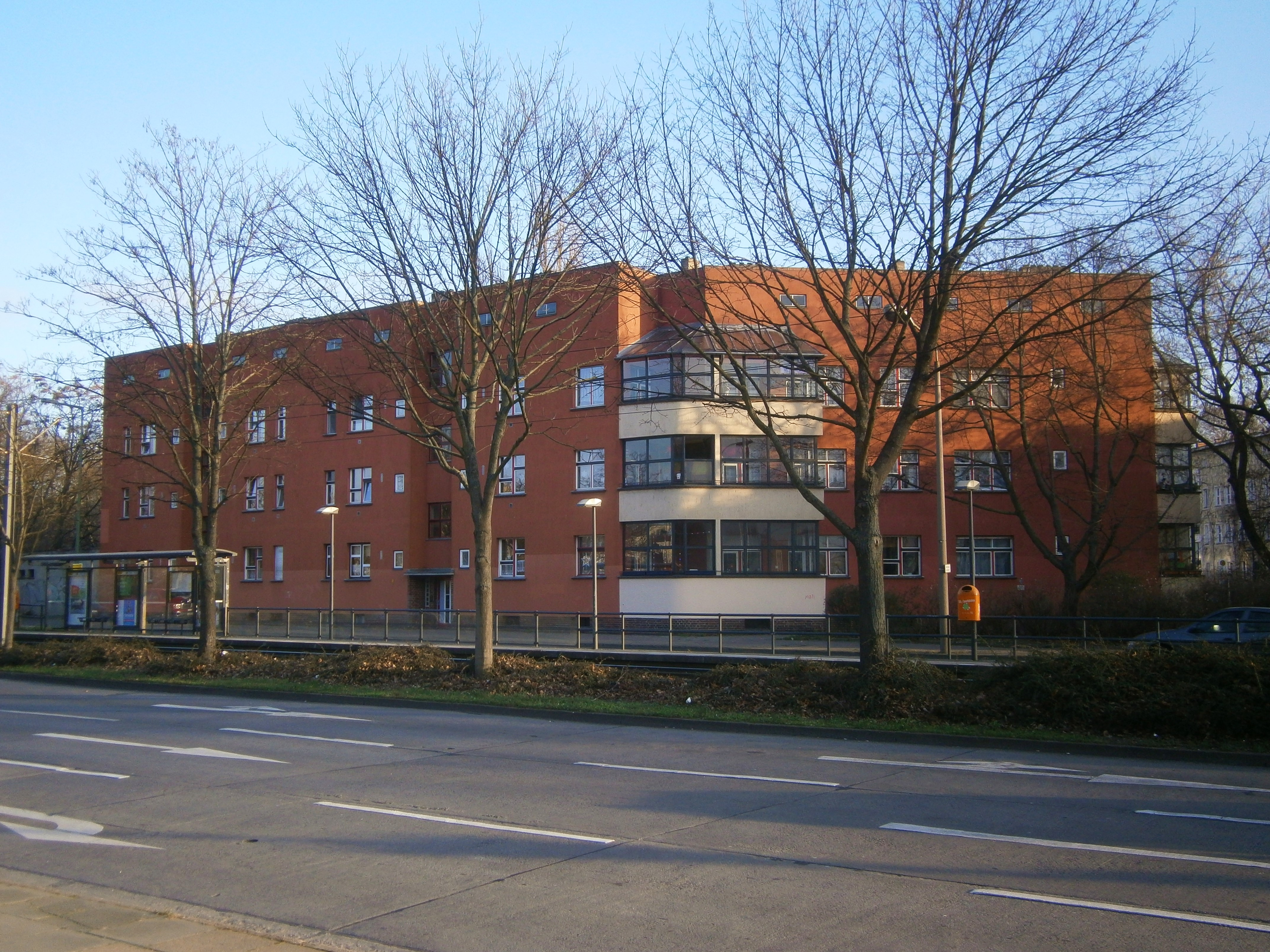
Hansastraße 174–176, mit der Wohnanlage Buschallee denkmalgeschützt

- Hansastraße 174/176 (ehemals: Kniprodeallee 134/136): Die Wohngebäude sind Bestandteil einer größeren denkmalgeschützten Wohnanlage, die sich hauptsächlich in der Buschallee befindet. Sie entstand zwischen 1925 und 1930 nach Entwürfen von Bruno Taut im Auftrag der GEHAG. Die Blockrandbebauung liegt außer dieser beiden Eckbauten in der Buschallee, so ist die Kreuzung mit der Buschallee offen. Die Nordwestecke (Buschallee 69, vormals: Kniprodeallee 133) nimmt eine Gleisschleife ein und anschließend folgt eine unbebaute Fläche als Hansastraße 173 (eine geräumte Kleingartenanlage)

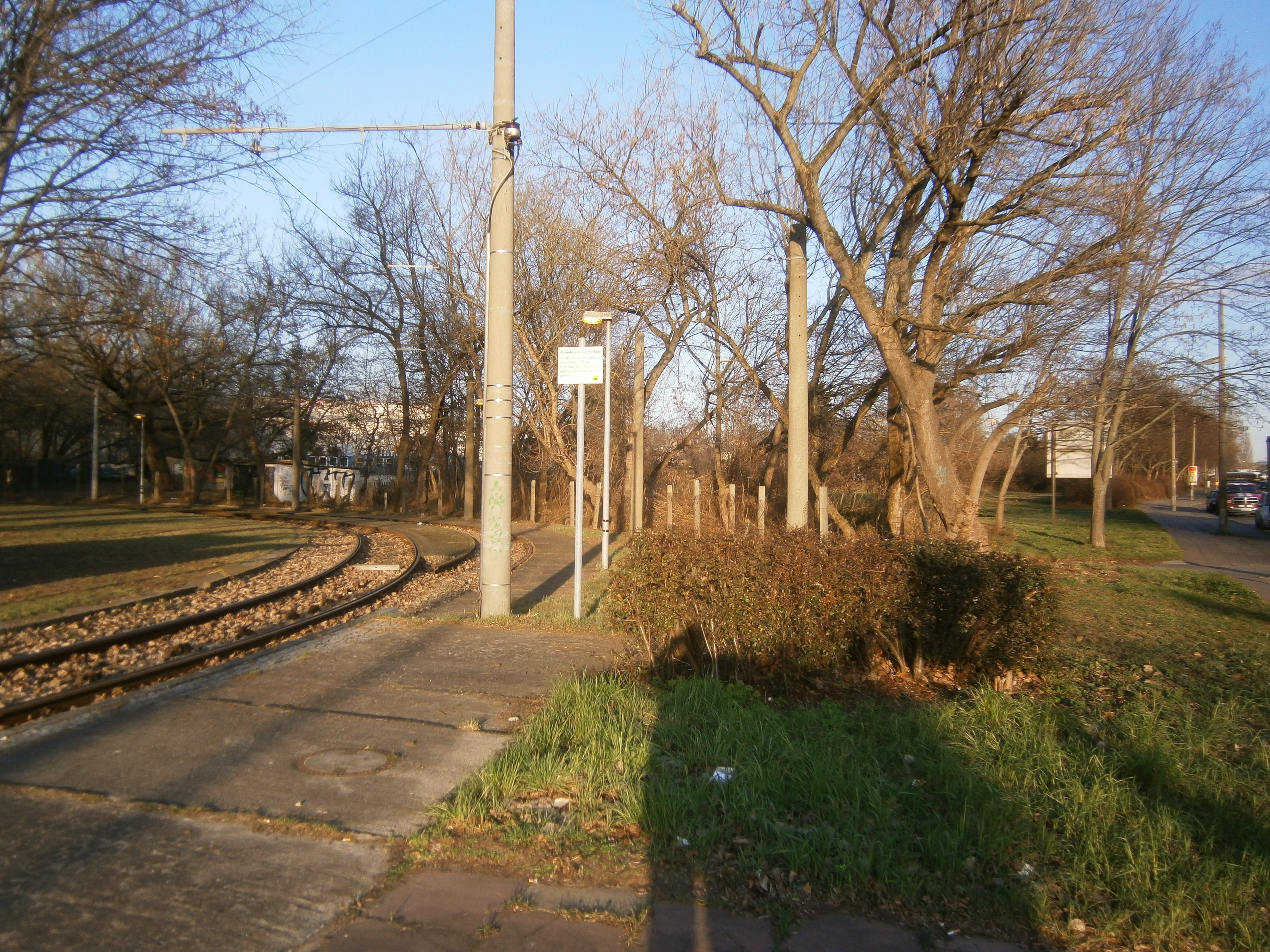
Gleisschleife an der Ecke Hansastraße zur Buschallee

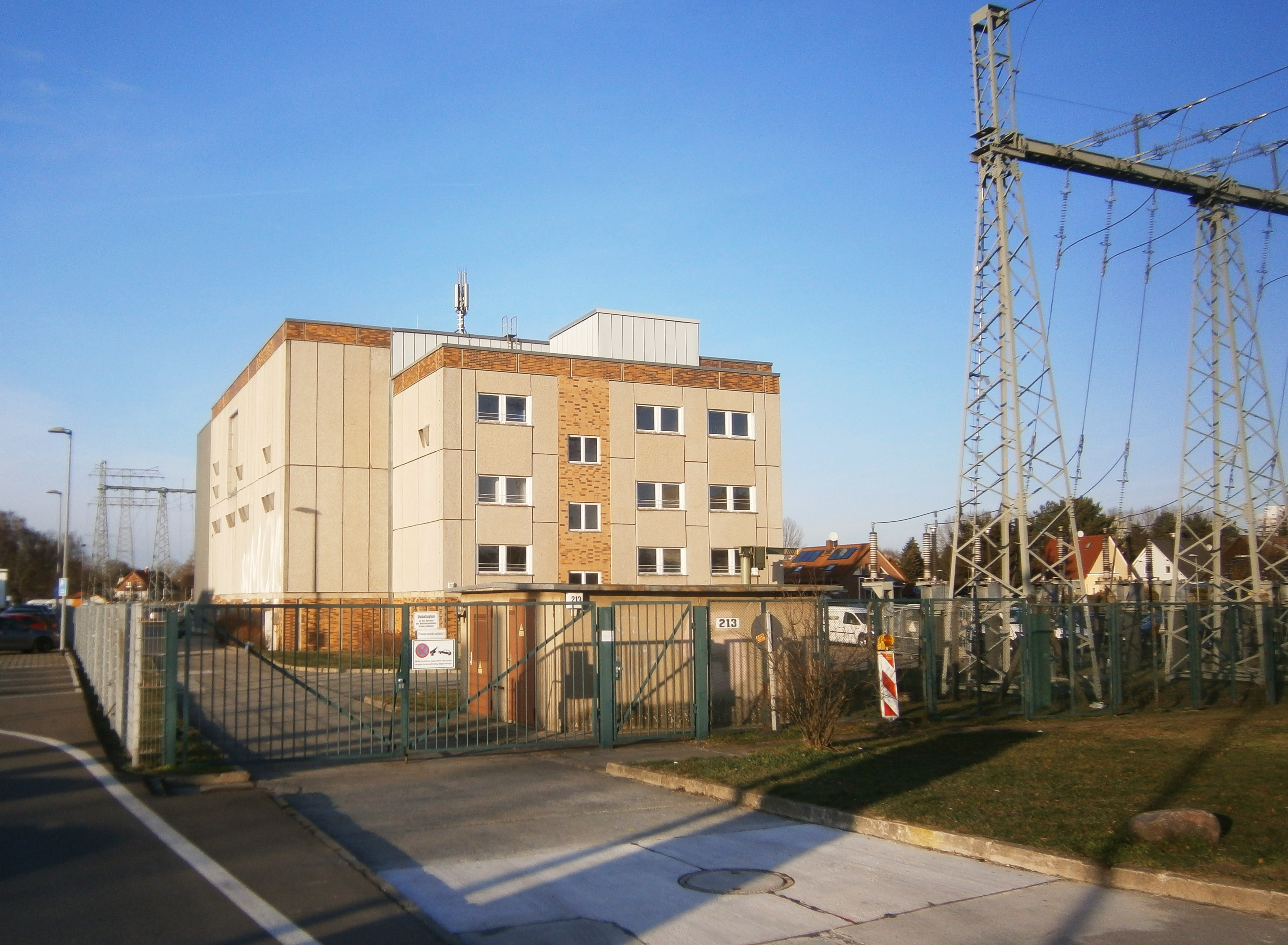
Umspannwerk an der Ecke Feldtmannstraße

- Buschallee bis vor die Industriebahntrasse in Weißensee
  - Hansastraße 175 im Nordwestwinkel mit der Giersstraße mit der Kleingartenanlage ‚Hansastraße e. V.‘ entstand 1946 als Grabeland zum Anbau von Gemüse und Hackfrüchten. Die Anlage wird auf einer Fläche von 8050 m² in 31 Parzellen kleingärtnerisch bewirtschaftet. Das Nachbargrundstück Hansastraße 173 ist eine geschützte Grünfläche mit einer Gärtnerei dahinter.[44]
  - Hansastraße 179 und die folgenden: Der Einmündung der Giersstraße (mit dem Eckgrundstück Giersstraße 2) folgt das aus der Falkenberger Straße 51 (vormals: 25 m × 80 m) ausgegliederte Grundstück Hansastraße 179 und 179a. Das vor dem Ausbau der Hansastraße vorhandene bebaute Grundstück Falkenberger Straße 54 fehlt seither, es verblieb eine trapezförmige umzäunte Fläche. Daran anschließend besteht der Wendeplatz der Busse (Linien 156 und 259, Stand: 2015) an der Nordwestseite der Hansastraße (vormals: Falkenberger Straße 141). Es fehlt die Nummerierung der Hansastraße (Nrn. 181–185) bis an die Neubauhäuser Liebermannstraße 185 und 202, die entlang der Hansastraße stehen. Nach der Liebermannstraße folgt regulär gezählt 187 folgende (ungerade). Zwischen Buswendeplatz und den Häusern Liebermannstraße liegen 200 Meter unbebaut „wildes“ Busch-/ Baumland geschützt mit einem Zaun an der Straße,[45] das Schutzgebiet „GLB Teich Hansastraße“.[46][47] Das Gewässer steht auf dem Plan von 1907 als Grünfläche markiert und nach diesem mit dem Faulen See in Verbindung.
  - Hansastraße 174–176: zwei dreigeschossige Wohnhäuser als Eckbauten von der Buschallee nach Plänen von Buno Taut um 1930.
  - Hansastraße 178–180: An 230 Meter Straßenfront der Ostseite etwas nördlich der Buschallee steht das denkmalgeschützte Kinderkrankenhaus, da seit 1997 stillgelegt eine verfallende Ruine.
  - Hansastraße 182–190: Stadion Buschallee[48] und der ‚Sportkomplex Hansastraße‘, wozu ein Jugendfreizeitheim, mehrere Sportplätze, eine Sporthalle und weitere Gebäude in der Tiefe bis an das NSG Fauler See gehören.Blick nach Südwest nahe der LiebermannstraßeBlick auf den Nordosten der nördlichen Hansastraße: Hansacenter

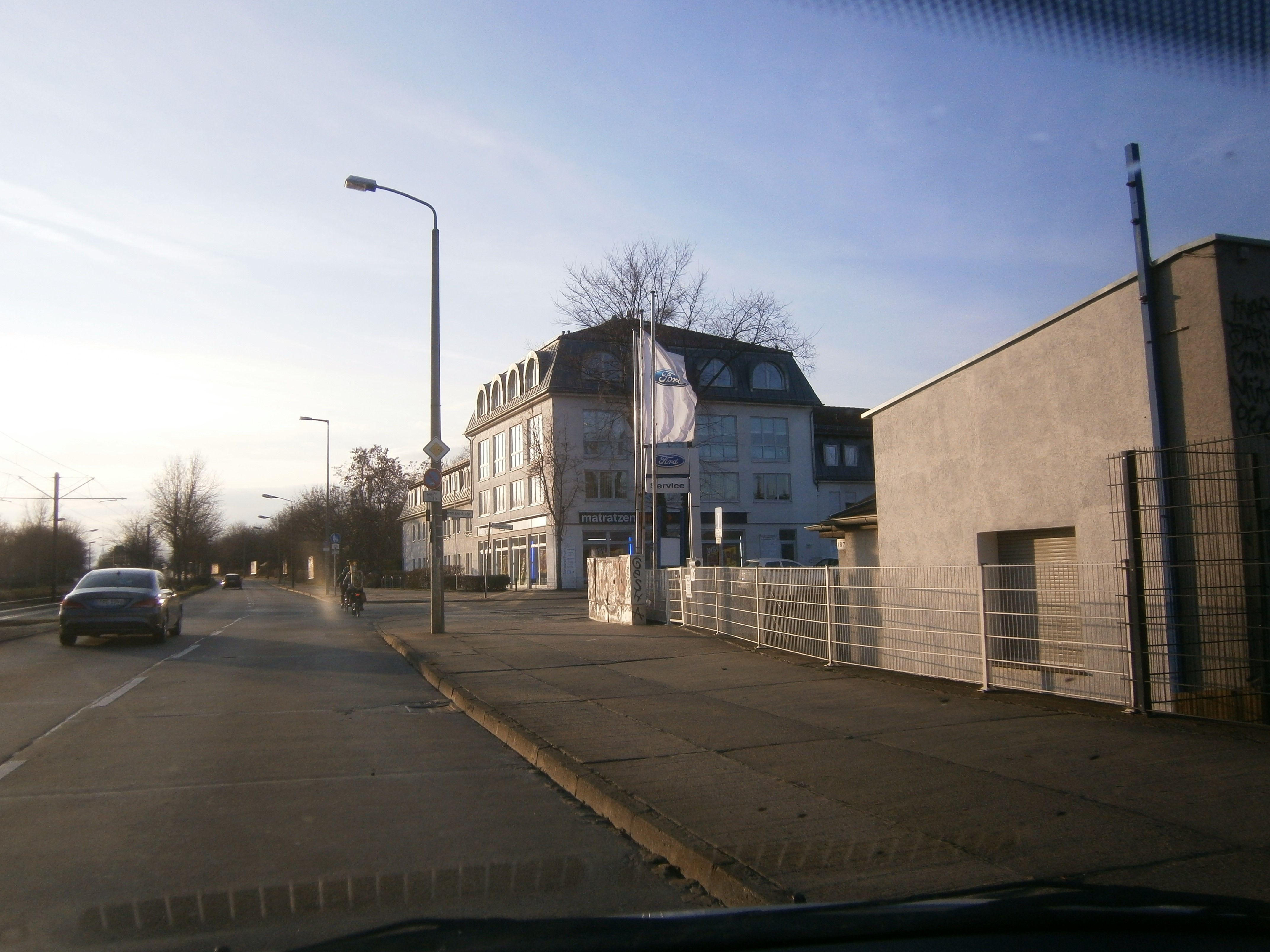
Blick nach Südwest nahe der Liebermannstraße

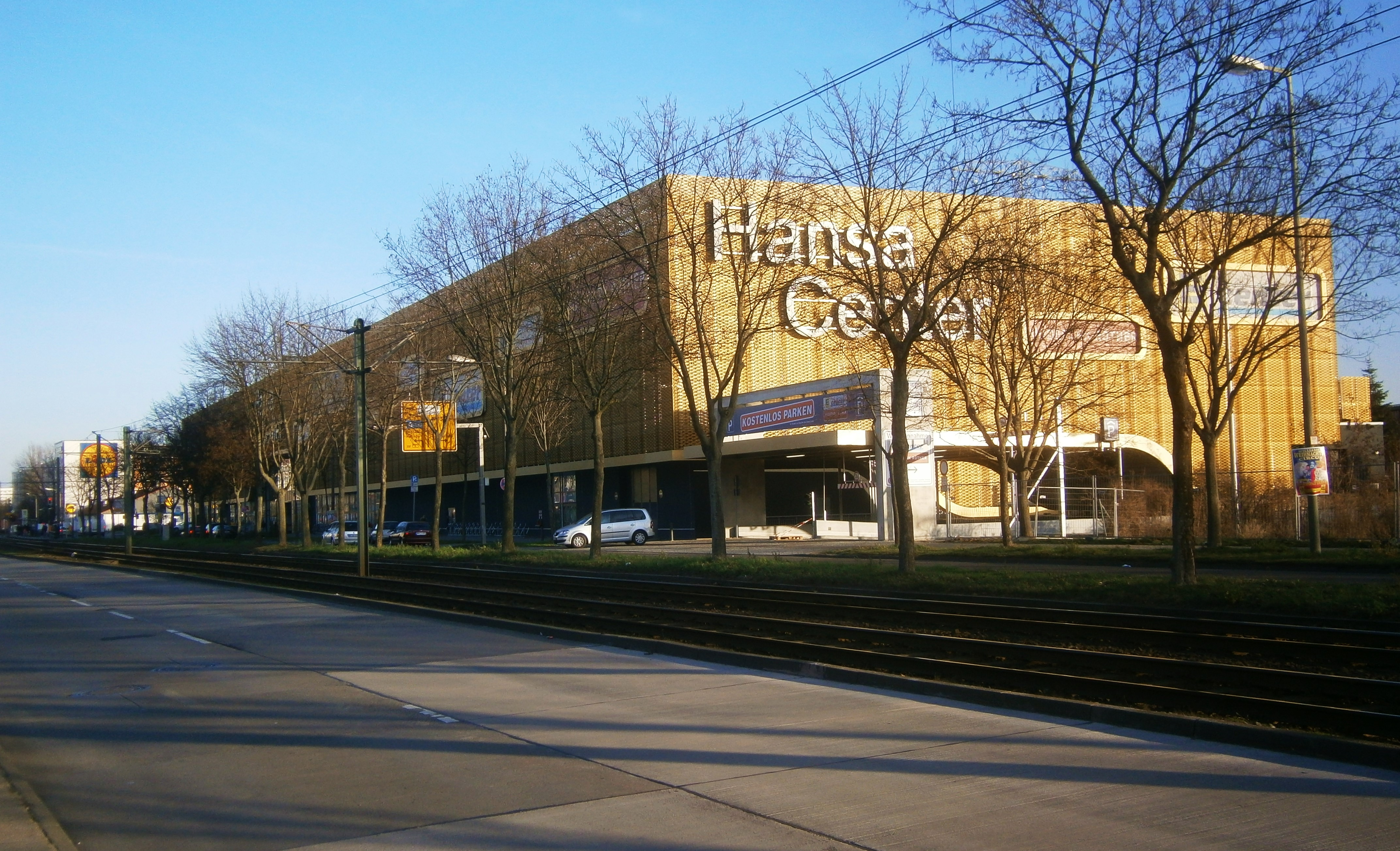
Blick auf den Nordosten der nördlichen Hansastraße: Hansacenter

- Ehemalige Industriebahntrasse bis an die Darßer Straße und Malchower Weg in Alt-Hohenschönhausen
  - Hansastraße 203 (und nicht amtlich 204): Während an der Nordseite Grundstück 203 besteht, fehlt an der Südseite eine Grundstücksnummer zwischen 202 und 206. Diese Grundstücke und die als Trasse im Plan eingetragene Fläche nach beiden Seiten liegt bereits im Ortsteil Alt-Hohenschönhausen. Hier ist die Querung der Industriebahn verloren, die seit 1910 über die (damalige) Falkenberger Straße führte.[49] Mit den Straßenbauarbeiten zur Hansastraße wurde am 22. Januar 1985 die Verbindung unterbrochen. Das Bahnende lag seitdem ein Stück östlich der Piesporter Straße.[50] Bis zum Abriss der Gleise – sie lagen zwischen Falkenberger Straße 123 zu 124 (Nordseite) sowie gegenüber 76 und 77 – lief neben dem Hauptgleis noch ein (200 Meter) Anschlussgleis über die Straße, das 30 Meter südlicher abzweigte (entsprechend 204).[51]
  - Hansastraße 236: Am nördlichen Ende zur Ecke Malchower Weg befindet sich das „Hansa-Center“, dessen Kundschaft in der Großsiedlung Neu-Hohenschönhausen wohnt.[52] Der „Konsum-Koloss“ war um 2010 in finanzielle Schieflage geraten, zumal das nächste und größere Einkaufscenter nur eine Straßenkreuzung (430 m) entfernt steht. Mit 11.000 m² Einzelhandelsflächen und zudem für verschiedene Freizeiteinrichtungen genutzt steht der Bau mit 200 Meter Straßenfront als Hansastraße 236 adressiert. Während der Insolvenz gab es Pläne auf diesem Grundstück (16.500 m²) nach dem Abriss Wohnungsbauten zu errichten. In der Tiefe südlich von diesem Bauwerk am Malchower Weg entlang liegen Siedlungshäuser der seit (mindestens) Mitte der 1920er Jahre bestehenden Garten- und Kleinbausiedlung ‚Am Großen Seepark‘. Zwei zugehörige Straßen gingen von der Hansastraße weg, wobei Am Faulen See projektiert, aber nicht durchgehend umgesetzt wurde, der Sternberger Straße mit Fußweg fortgesetzt (später: Neuzeller Weg), die langen, schmalen Grundstücken von drei quer verlaufenden (Drossener, Königswalder, Rackwitzer Straße) erschlossen. Anfang der 1930er Jahre wurde über die Tamseler Straße erweitert, während 50 Meter Grundstücksbreite am Malchower Weg bis in die 1990er Jahre unbebaut blieben.

### Kinderkrankenhaus

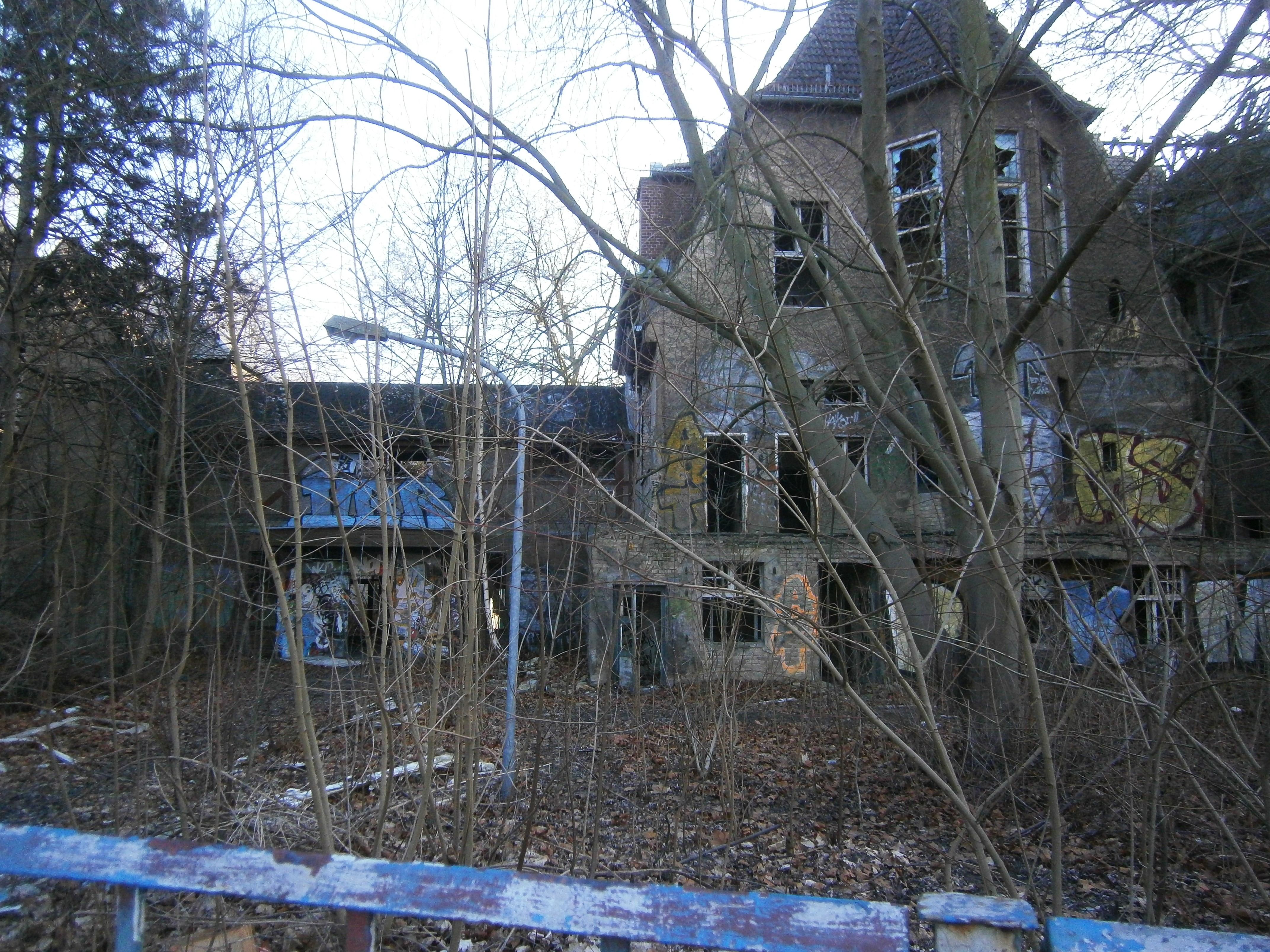
Ruine des Kinderkrankenhauses nach 18 Jahren Leerstand

Das ehemalige Kinderkrankenhaus steht auf dem Gelände Hansastraße 178–180. Den Entwurf und die Bauplanung für das erste kommunal geführte Säuglings- und Kinderkrankenhaus Preußens hatte der Gemeindebaurat Carl James Bühring übernommen. Es wurde am 8. Juli 1911 mit einem Festakt eingeweiht. Zu Therapiezwecken war die Klinik in einen gestalteten Park eingebunden und verfügte über einen mit dem Hauptgebäude verbundenen Hörsaal für werdende Mediziner. Ein Novum für die damalige Zeit war die in unmittelbarer Nachbarschaft zum Krankenhaus gelegene Milchkuranstalt. Sie umfasste einen Muster-Kuhstall und eine Nahrungsbereitungsanstalt zur Gewährleistung einer direkten Versorgung der Neugeborenen und deren Mütter mit Milch. Die überschüssige Milch wurde an die Bevölkerung verkauft.
Bei der Fertigstellung des Kinderkrankenhauses gab es die Verkehrsführung in diesem Bereich noch nicht und die Einrichtung trug anfangs die Adresse Straße 33, Nr. 4, ab 1912 entsprechend Giersstraße 4. Im Adressbuch 1914 ist auf der Übersichtskarte Berlin-Weißensee bereits eine Trasse vom Israelitischen Friedhof bis in die Falkenberger Straße aufgenommen: An der Nordostfläche von deren Kreuzung mit der Hohenschönhauser Straße sind die Milchkuranstalt, das Säuglingskrankenhaus und anschließend der Volkspark gegenüber der Mündung Giersstraße angegeben.
Das Kinderkrankenhaus auf dem 28.000 m² großen Grundstück überdauerte die Zeiten. Im Jahr 1987 wurde es durch den Anbau eines Bettenhauses erweitert. Weitere zehn Jahre später erfolgte auf Beschluss des Senats 1996 die Schließung der traditionsreichen Einrichtung. Es verblieb lediglich als denkmalgeschützte Immobilie. Seit dem 1. Januar 1997 ist das ehemalige Säuglingskrankenhauses der Gemeinde Weißensee mit allen Wirtschaftsgebäuden ungenutzt und dem Verfall preisgegeben. – Das Gebäude wurde 2005 nach mehreren Versuchen (eine Firma wollte mit Radiowellen AIDS heilen) an einen russischen Investor verkauft. Spätestens 2015 sollte auf dem Areal ein wissenschaftliches Zentrum für die Krebsforschung in Betrieb gehen, geplant waren ein Therapiezentrum, ein ambulanter Klinikbetrieb sowie ein Tagungszentrum. Für den Denkmalschutz und Erhalt der Bausubstanz waren im Konzept der Firma MWZ Bio Resonanz GmbH (ein Konsortium russischer Ärzte) zehn Millionen Euro vorgesehen. Das Haupthaus brannte bis Mitte Juni 2013 bereits elfmal, sodass die Feuerwehr von Brandstiftung ausgeht. Statt Investitionen brachte das Konsortium geänderte Vorschläge ohne eigene Aktivitäten.

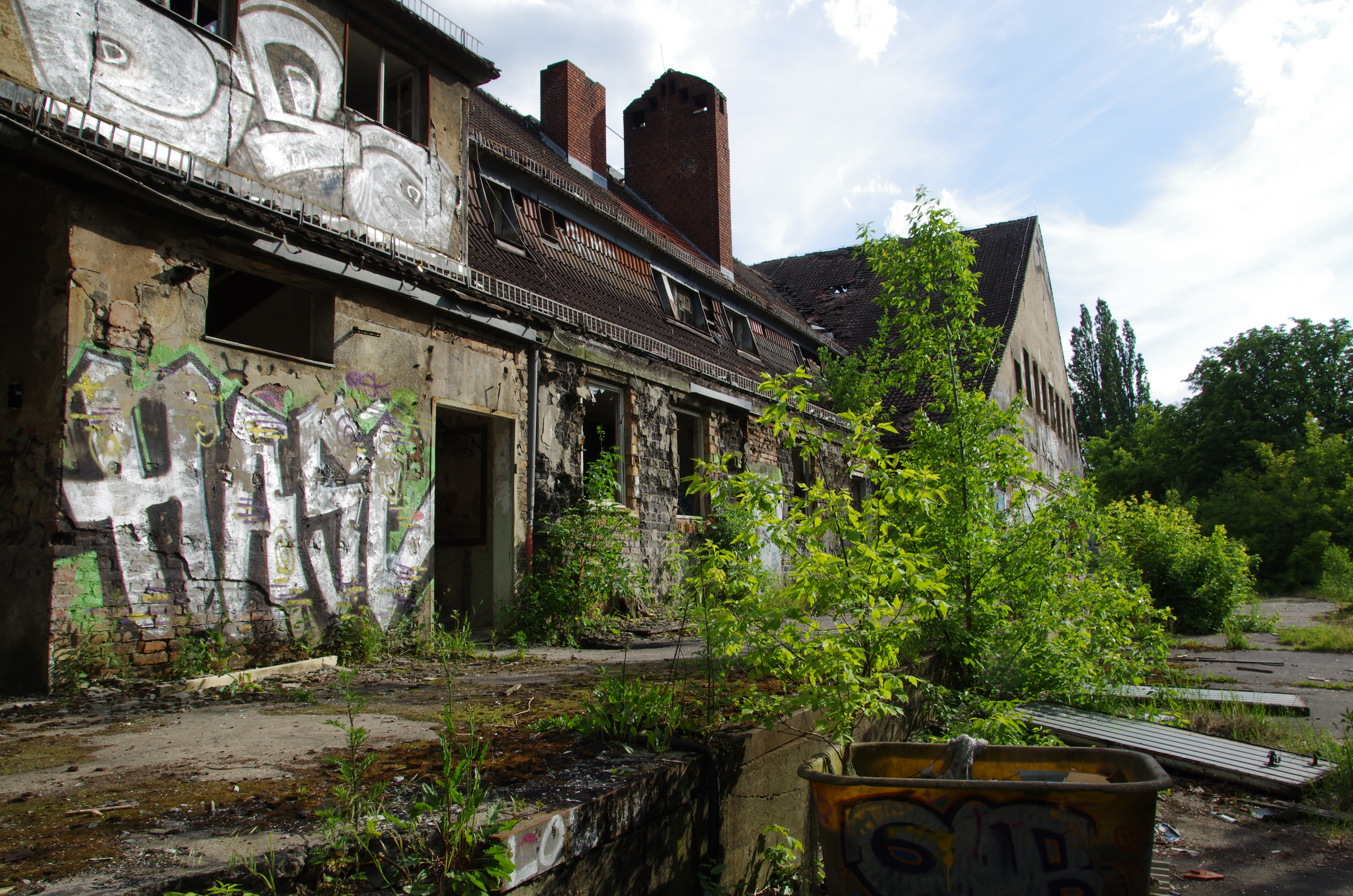
Zustand auf dem Gelände Kinderkrankenhaus Weißensee, 2012

Die Gebäude verfallen weiterhin, Kabel- und andere Diebe sowie Graffiti-Schmierer taten und tun das Ihre. Wegen Nichteinhaltung aller Vertragszusagen beantragte der Liegenschaftsfonds im Jahr 2012 eine Rückabwicklung des Kaufvertrages. Im Januar 2015 entschied das Landgericht Berlin, dass der russische Investor das Gebäude an den Berliner Liegenschaftsfonds zurückgeben muss.
Nach langem Rechtsstreit wurde 2018 der Verkauf rückabgewickelt. Seitdem ist das Land Berlin wieder Eigentümer des Areals. Vom Bezirksamt Pankow wurden Machbarkeitsstudien in Auftrag gegeben und Konzepte für eine mögliche Nutzung des Standorts erarbeitet. Das Ergebnis war der Plan zur Errichtung einer Gemeinschaftsschule. Da die Finanzierung des Projekts und die Zuständigkeit (Bezirk Pankow, Land Berlin, Berliner Immobilienmanagement GmbH) unklar sind, ist eine Nutzung oder Instandsetzung der denkmalgeschützten Gebäude weiterhin nicht in Sicht (Stand: Juli 2024).

### Milchkuranstalt
Mit der Einweihung des ersten Säuglings- und Kinderkrankenhauses in Preußen im Jahre 1911 ist die Geschichte des Milchhofs verbunden. Auf dem angrenzenden Gelände befand sich die Milchkuranstalt, aus dem Kuhstall und einer Molkerei bestehend. Sie belieferte Patienten und Bewohner der Umgebung mit Milch, Butter und Quark. Im Jahr 1926 ging die Milchkuranstalt nebst Kuhstall in den Besitz der Berliner Stadtgüter GmbH über und wurde zu einer Meierei umgebaut. Ab 1949 schloss sie sich mit anderen Produktionsstätten der Vereinigung Volkseigener Güter Berlin (VVG) zum VEB Meierei Berlin zusammen. 1953–1956 wurde in der Heinersdorfer Romain-Rolland-Straße der VEB Milchhof Berlin errichtet, der Betriebsteil in der Kniprodeallee bestand weiter über die 1960er Jahre. Nach der deutschen Wiedervereinigung übernahm die Bolle den Milchhof, schloss ihn aber unmittelbar danach. Der einstige Wirtschaftshof und die Meierei auf dem damaligen Krankenhausgelände lagen in der Kniprodeallee 138. Im Jahr 1928 siedelte sich in der Kniprodeallee 138 die Firma Kutzera Expresso Fabrikate KG an, die bis 1972 bestand und schließlich vom VEB Feinkost übernommen wurde. Der Feinkostbetrieb ging an die Treuhandanstalt, die ihn 1990 an einen Privatmann verkaufte.